# STS-129
La STS-129 è una missione spaziale del Programma Space Shuttle, la 31° verso la Stazione spaziale internazionale e il volo di assemblaggio ULF3. Il lancio dell'Atlantis è avvenuto il 16 novembre 2009.
Lo Space Shuttle ha trasportato alcuni componenti per la Stazione Spaziale fra cui due giroscopi di ricambio, due serbatoi contenenti azoto, due pompe, un serbatoio di ammoniaca e un organo di estremità per afferrare (latching end-effector) per il braccio robotico della Stazione Spaziale.

## Equipaggio
| Ruolo                   | Equipaggio                          | Equipaggio                          |
| ----------------------- | ----------------------------------- | ----------------------------------- |
| Comandante              | Charles O. Hobaugh, NASA Terzo volo | Charles O. Hobaugh, NASA Terzo volo |
| Pilota                  | Barry E. Wilmore, NASA Primo volo   | Barry E. Wilmore, NASA Primo volo   |
| Specialista di missione | Michael Foreman, NASA Secondo volo  | Michael Foreman, NASA Secondo volo  |
| Specialista di missione | Randolph Bresnik, NASA Primo volo   | Randolph Bresnik, NASA Primo volo   |
| Specialista di missione | Leland D. Melvin, NASA Secondo volo | Leland D. Melvin, NASA Secondo volo |
| Specialista di missione | Robert Satcher, NASA Primo volo     | Robert Satcher, NASA Primo volo     |

Equipaggio ISS Expedition 21 in ritorno
- Nicole Stott (1) - Ingegnere di volo

Il numero tra parentesi indica il numero di voli spaziali eseguiti dall'astronauta compresa l'attuale missione.

## Scopi
Lo scopo della missione consiste nel trasporto di due Express Logistics Carrier contenenti componenti di ricambio, tra cui dei giroscopi, e rifornimenti per la stazione. Tra essi, due serbatoi di azoto, due pompe, un serbatoio di ammoniaca, un serbatoio di gas ad alta pressione e un effettore di ricambio per il braccio robotico. Inoltre, la missione effettuerà la rotazione dell'equipaggio.

## Statistiche della missione
- 160ª missione umana Americana nello spazio
- 129ª missione Shuttle
- 104ª missione dopo il disastro del Challenger
- 16ª missione dopo il disastro del Columbia
- 31ª missione dell' Atlantis
- 31ª missione di assemblaggio della ISS

## Stemma
Nello stemma è visibile al centro la forma dello Space Shuttle, che si muove verso la Stazione Spaziale in alto. La Terra, in basso, mostra gli Stati Uniti, con le Montagne Rocciose e il deserto sud-occidentale, dove sono presenti tutti i centri NASA e le case delle persone che hanno lavorato per rendere possibile il programma spaziale. Lo stemma è formato dall'unione di un cerchio e di un rombo, a simboleggiare i due Express Logistics Carrier contenenti equipaggiamento e componenti in grado di allungare l'autonomia operativa della stazione. La silhouette dello Shuttle è circondata da un alone luminoso, per sottolineare l'operato degli orbiter in 30 anni di missioni. Lo Shuttle si muove lungo l'Astronaut Symbol con le strisce rossa, bianca e blu racchiuse da un anello dorato. Sul bordo esterno sono presenti i nomi degli equipaggi. La presenza della Luna e di Marte indica quanto questi due corpi celesti sono ad un passo dall'esplorazione e come lo Shuttle e la stazione hanno permesso di raggiungere le conoscenze scientifiche e tecniche che permetteranno in futuro di scendere sulla loro superficie.

## Missione

### Carico della missione

#### ExPRESS Logistics Carriers 1 and 2

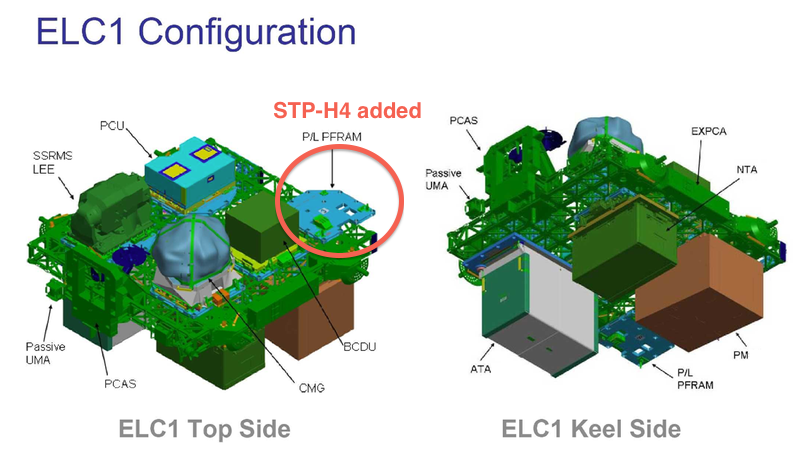
ELC-1 nella configurazione di lancio

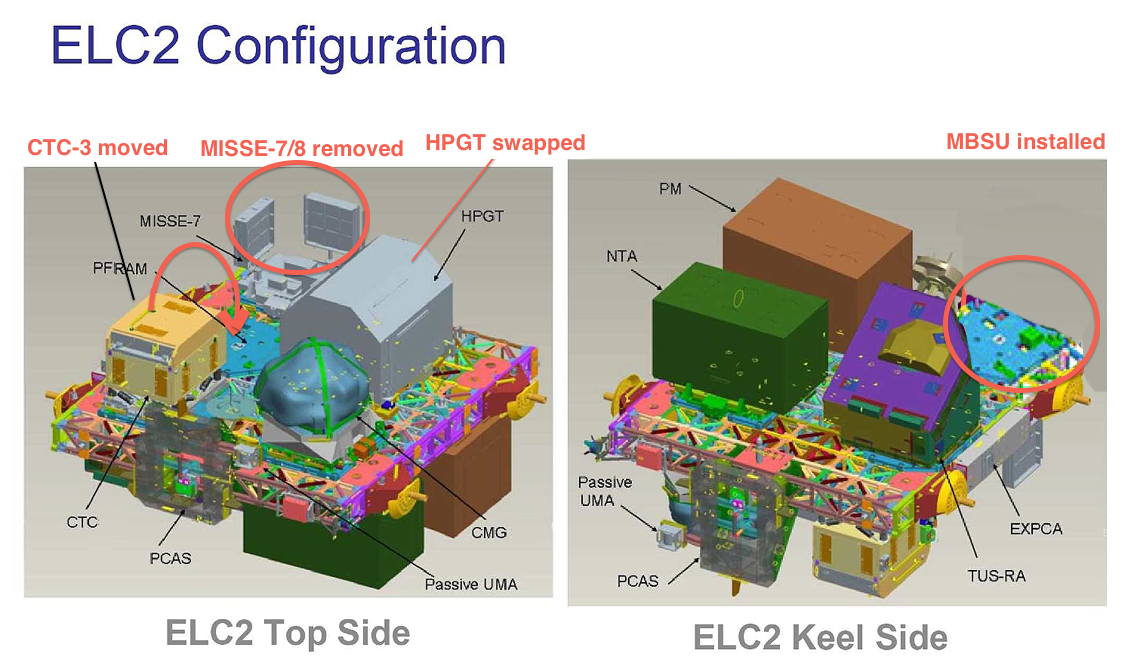
ELC-2 nella configurazione di lancio

Il carico di missione primario era costituito dai moduli ExPRESS Logistics Carrier ELC-1 e ELC-2. Ogni modulo ha un volume di 30 m³ e una capacità di carico di 4400 kg.
I componenti di ricambio per la Stazione Spaziale immagazzinati nell'ELC-1 erano un serbatoio di ammoniaca, un Battery Charger Discharger Unit, un organo di estremità per il braccio robotico, un giroscopio (Control Moment Gyroscope), un serbatoio di azoto, una pompa, un Plasma Contractor Unit e due Passive Flight Releasable Attachment Mechanism.
Nell'ELC-2 erano immagazzinati due serbatoi ad alta pressione di ossigeno, un Cargo Transport Container (CTC-1), un Mobile Transporter Trailing Umbilical System Reel Assembly (MT TUS-RA), un giroscopio, un serbatoio di azoto, una pompa, dei componenti per il MISSE.
L'ELC-1 è stato installato sull’Unpressurized Cargo Carrier Attachment System (UCCAS 2) sul segmento P3 della Stazione Spaziale, mentre l'ELC-2 è stato installato sull’Upper Outboard Payload Attach System del segmento S3.

#### Materials on International Space Station Experiment (MISSE)

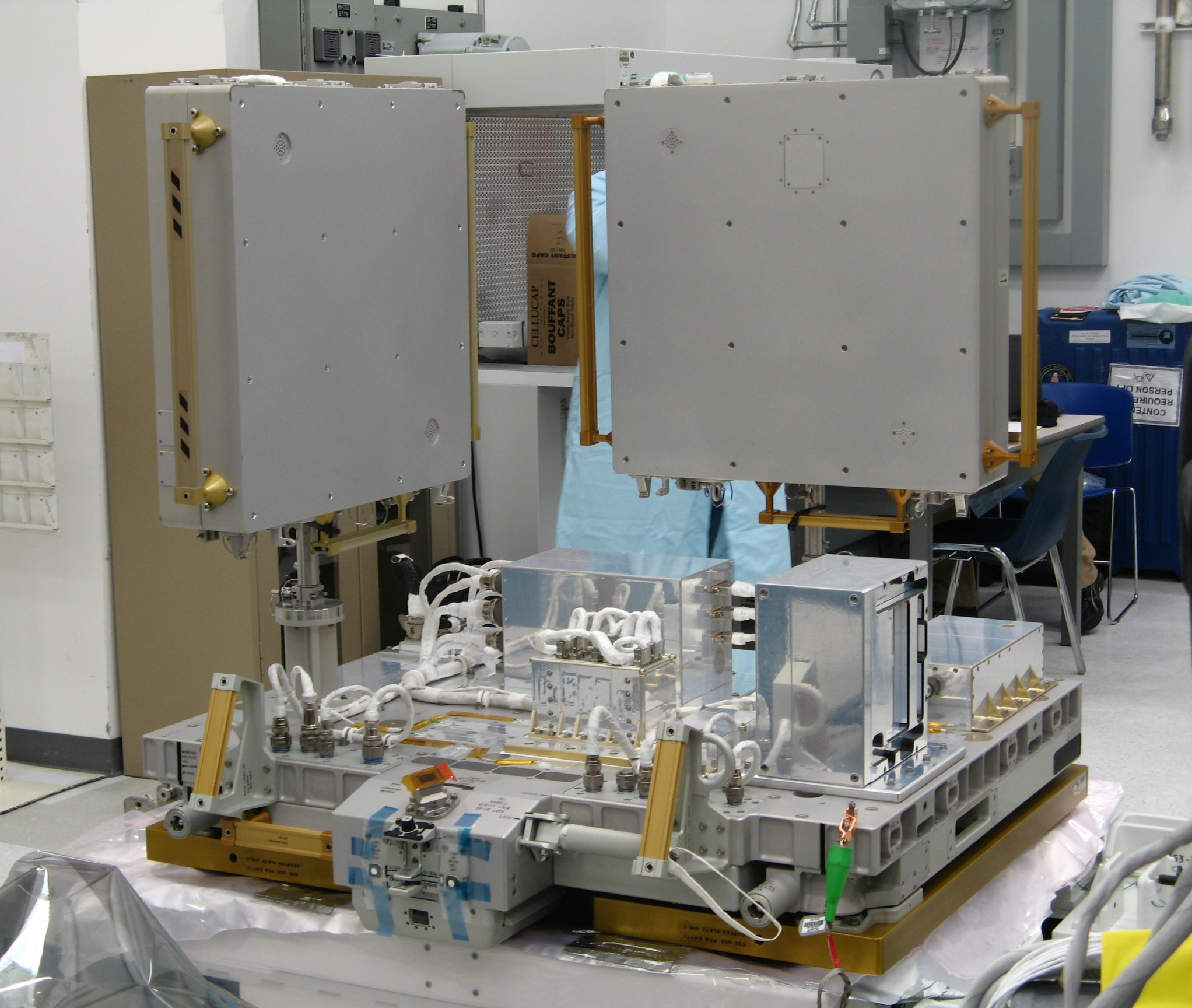
Il modulo MISSE-7 prima del lancio

L'ELC-2 ha trasportato anche il modulo MISSE-7, contenente diversi materiali che sono stati esposti allo spazio per testare la loro resistenza all'ossigeno atomico, alla radiazione ultravioletta, all'esposizione diretta alla luce solare e a temperature estreme. I risultati di questo esperimenti permettono di comprendere, sviluppare e testare nuovi materiali destinati all'impiego spaziale, come ad esempio nei futuri veicoli spaziali.
Il MISSE-7 conteneva due moduli chiamati Passive Experiment Containers (PEC), identificati con le sigle MISSE 7A e MISSE 7B. Una volta installati all'esterno della Stazione Spaziale durante delle passeggiate spaziali, sono stati aperti. Il modulo MISSE 7A era orientato nella direzione della Terra, mentre il modulo MISSE 7B era orientato nella direzione perpendicolare a quest'ultima.

#### S-band Antenna Sub-Assembly (SASA)

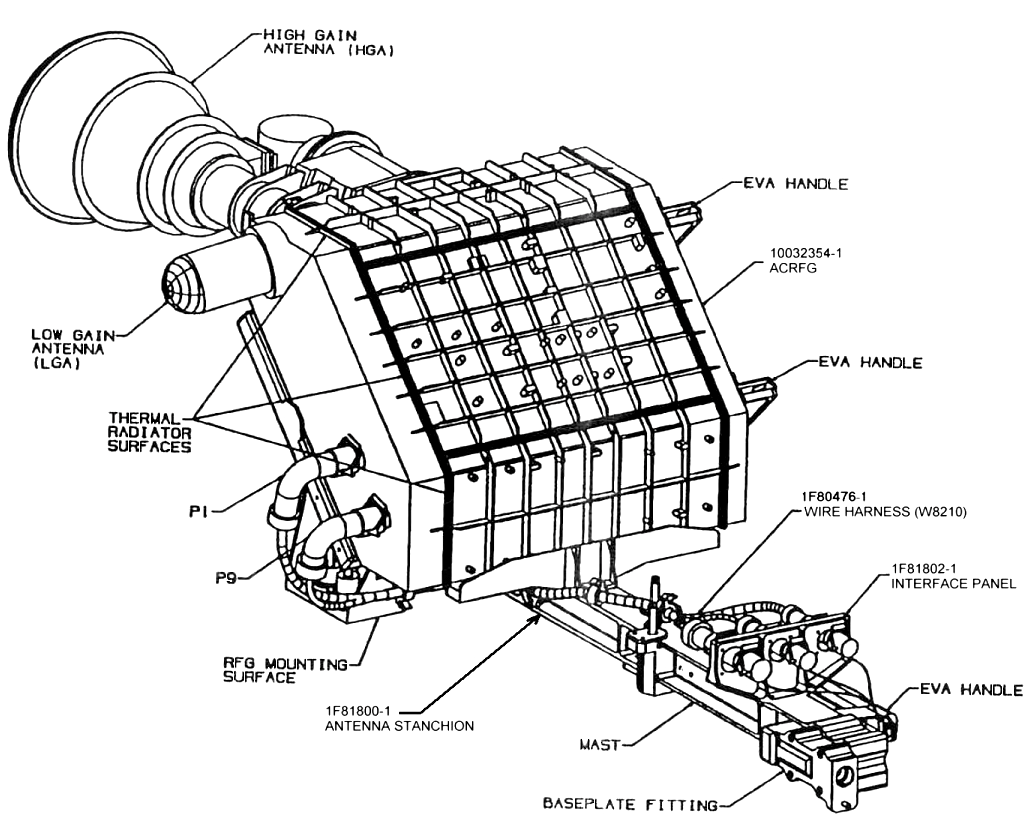
Il componente SASA

Lo Space Shuttle Atlantis ha trasportato un componente chiamato S-band Antenna Sub-Assembly (SASA), che era stato riportato sulla Terra durante la missione STS-120 nell'ottobre 2007 perché era malfunzionante. In questa missione, il componente riparato è stato riportato sulla stazione. 
Il componente è costituito dai seguenti moduli:
- L'Assembly Contingency Radio Frequency Group (RFG o ACRFG), che trasmette e riceve i segnali radio da e verso il transponder, amplifica i segnali per poter essere trasmessi alla rete satellitare TDRSS.
- Il SASA Boom è costituito da un'asta, un aggancio per le attività extraveicolari, una imbragatura, un pannello di connessione, una superficie per l'installazione dell'RFG e una struttura per l'installazione del SASA Boom sul Segmento Z1 della stazione.
- L'Avionics Wire Harness, che si installa sul SASA Boom e invia i segnali di comando e status da e verso l'RFG e fornisce il riscaldamento del componente.

Il componente è stato trasferito dalla stiva di carico dell'Atlantis al segmento Z1 durante la prima passeggiata spaziale degli astronauti Forema e Satcher il 19 novembre.

#### SpaceX COTS UHF Communication Unit and Crew Command Panel
Lo Space Shuttle Atlantis ha trasportato anche una unità di comunicazione in banda UHF del programma Commercial Orbital Transportation Services sviluppata da SpaceX in collaborazione con NASA. 
Il componente è stato integrato sulla stazione spaziale per il futuro impiego nelle missioni della SpaceX, e serve per le comunicazioni in banda UHF tra la stazione e la navetta Dragon. In questo modo è possibile trasmettere comandi dal controllo missione alla navetta tramite la stazione spaziale e la navetta può inviare a terra tramite la stazione i dati di telemetria. Il Crew Command Panel (CCP) permette agli astronauti presenti sulla stazione di ricevere informazioni sullo stato della navetta e trasmettere comandi durante la fase di avvicinamento alla stazione.

#### Altri oggetti
L'astronauta Randolph Bresnik ha portato con sé una sciarpa indossata dalla aviatrice pioniera americana Amelia Earhart. La sciarpa era in esposizione al museo 99s Museum of Women Pilots in Oklahoma City. Il nonno dell'astronauta, Albert Louis Bresnik, è stato il fotografo personale di Earhart dal 1932 fino al 2 luglio 1937, data della sua scomparsa. Al ritorno sulla Terra, la sciarpa è stata riportata al museo ed esposta in una sezione dedicata alle fotografie del nonno dell'astronauta.
Nella missione sono stati trasportati vari memorabilia relativi al Super Bowl XLIV e alla National Football League, come la monetina che viene lanciata dall'arbitro all'inizio della partita.

### Pre-lancio

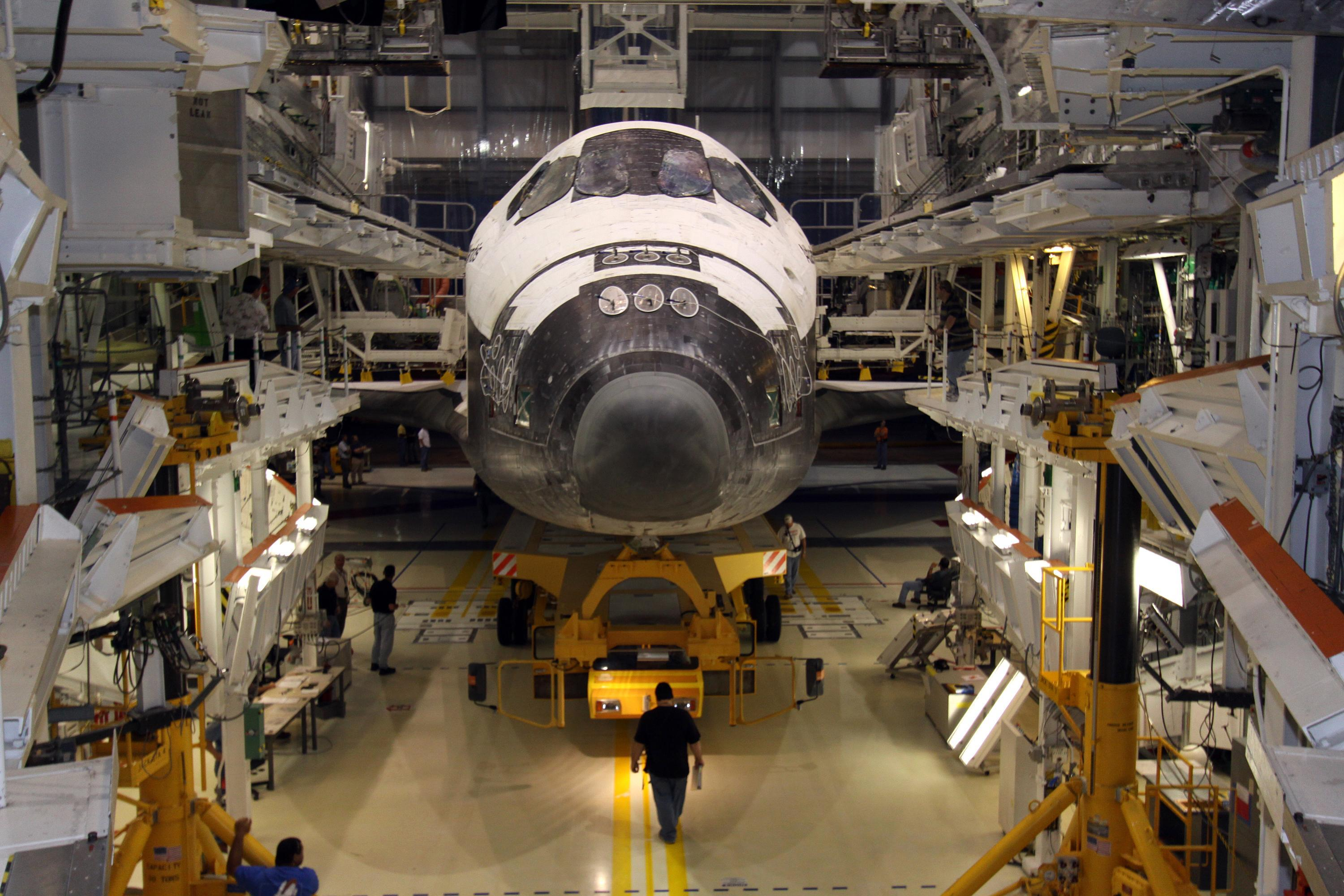
Preparazione dell'Atlantis prima della missione STS-129

Il 6 ottobre 2009 alle 11:00 UTC, l'Atlantis è stato trasportato dal suo hangar nell'Orbiter Processing Facility-1 al Vehicle Assembly Building (VAB). Questo spostamento, chiamato rollover, è stato completato alle 08:25 UTC.
Successivamente, il 14 ottobre, l'Atlantis è stato trasportato dal VAB al complesso di lancio 39A tramite il crawler-transporter. Il percorso di 5,5 km è stato completato alle 13:31 EDT
L'incontro relativo al final flight readiness review (FRR) si è tenuto al Kennedy Space Center durante l'ultima settimana di ottobre 2009, con l'approvazione dell'installazione di una piccola telecamera orientata verso la finestra numero 4 dell'orbiter. La telecamera serviva a riprendere la parte anteriore dell'serbatoio esterno durante l'ascesa verso l'orbita terrestre, in modo da registrare lo stato degli Ice Frost Ramps. Questi ultimi sono dei rivestimenti in schiuma isolante di poliuretano (la stessa che ricopre tutto il serbatoio esterno) che proteggono dalla formazione di ghiaccio i supporti metallici delle linee di alimentazione del sistema di propulsione. La telecamera è stata installata a seguito del distacco di un blocco relativamente grande di schiuma isolante da un Ice Frost Ramp del sebatoio esterno durante la missione STS-127.
Il carico della missione è stato portato sulla piattaforma 39A il 29 ottobre 2009 e il 4 novembre è stato installato nella stiva di carico dell'Atlantis.
Il 13 novembre sono iniziati i preparativi finali del lancio, con la chiusura dei portelloni della stiva di carico e l'avvio del conto alla rovescia. L'equipaggio stava viaggiando verso il centro Kennedy a bordo di uno Shuttle Training Aircraft.
Il 14 novembre 2009, dopo il meeting del L-2 Mission Management Team (MMT), è stato dato il via libera definitivo alla missione. Gli astronauti Hobaugh e Wilmore hanno effettuato test di atterraggio nello Shuttle Training Aircraft. Alle 17:30 è stata rimossa la struttura di servizio che serve a proteggere lo Shuttle da eventi meteorologici avversi.
Il 16 novembre alle 05:03 EST è iniziato il riempimento del serbatoio esterno, che è stato completato alle 08:00 EST. 

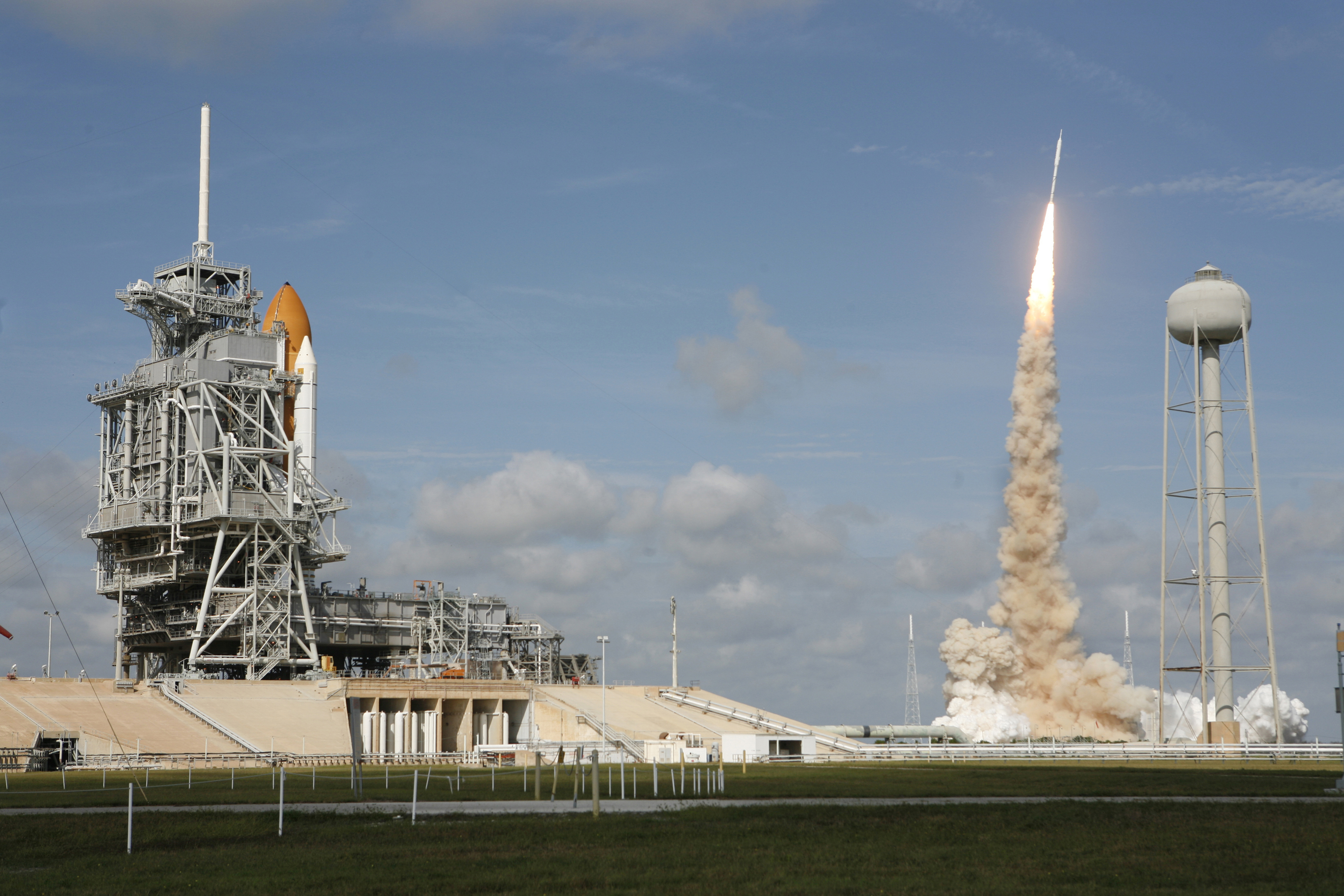
Lancio del volo Ares I-X di test dalla piattaforma 39B del Kennedy Space Center mentre lo Space Shuttle Atlantis è posizionato sulla piattaforma 39A in attesa del lancio della missione
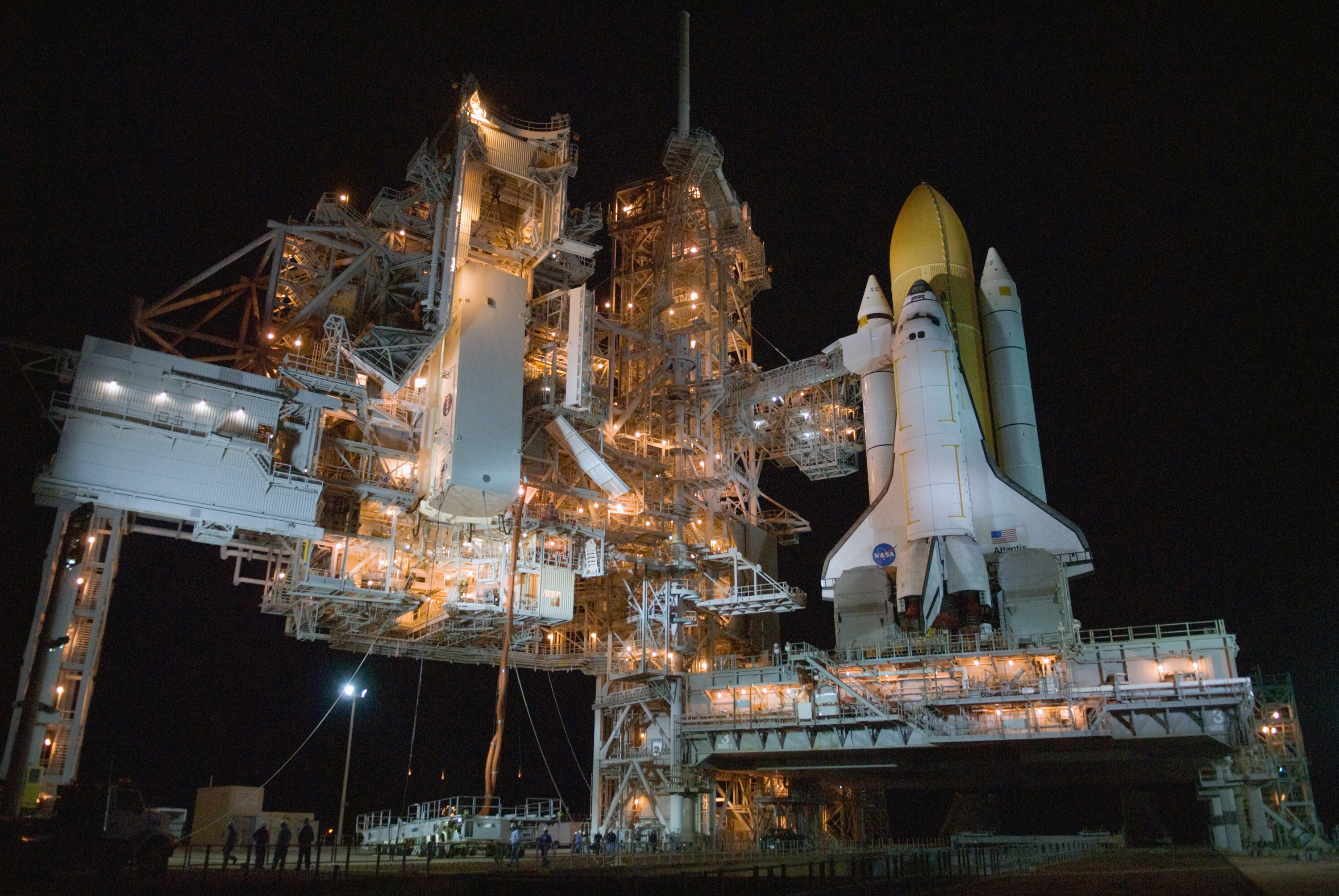
Arrivo del contenitore del carico della missione per la sua installazione nella stiva di carico dell'Atlantis
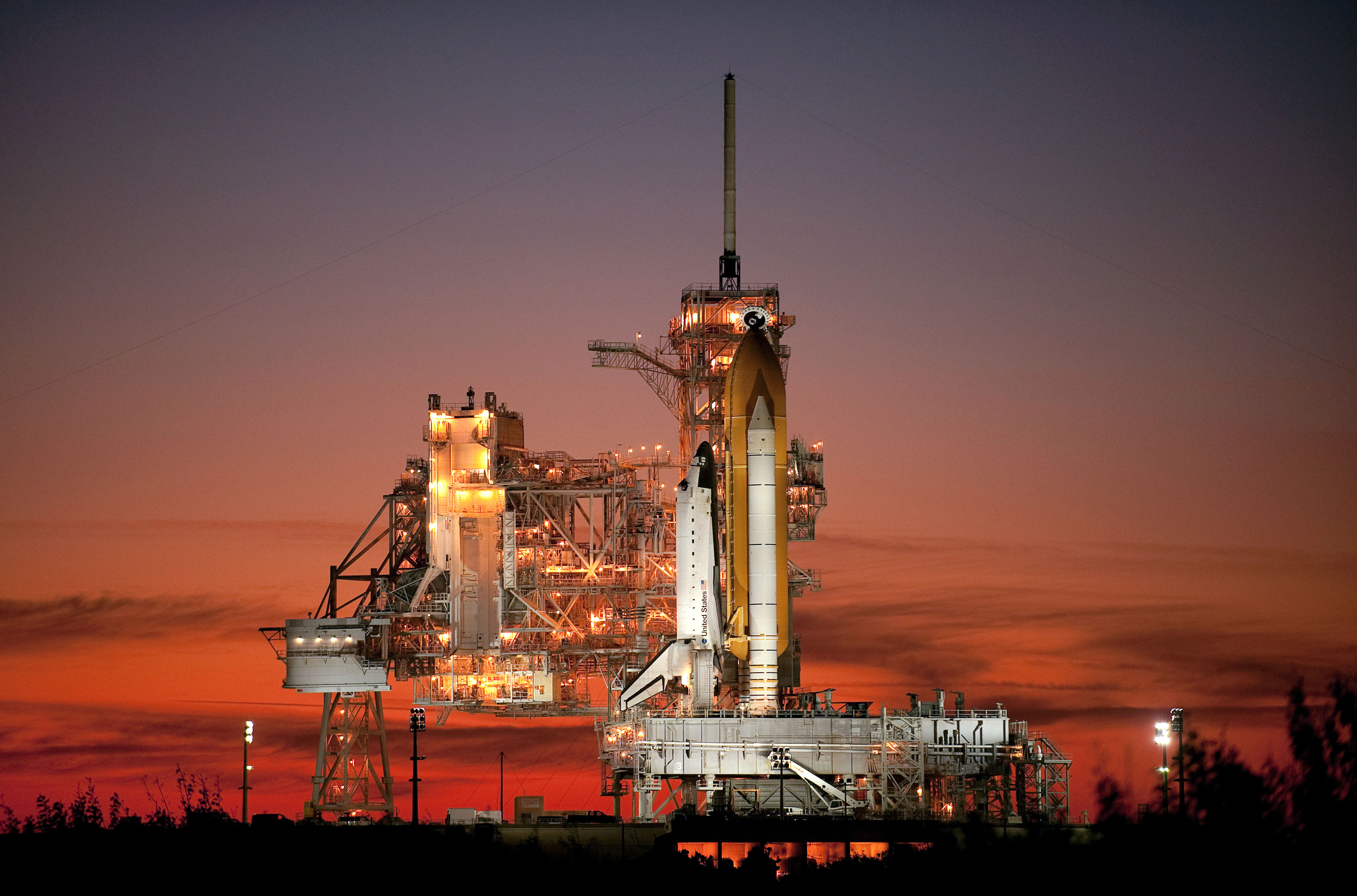
Lo Space Shuttle Atlantis sulla piattaforma di lancio 39A del Kennedy Space Center il 15 novembre 2009

## Cronologia

### Lunedì 16 novembre (1º giorno, lancio)

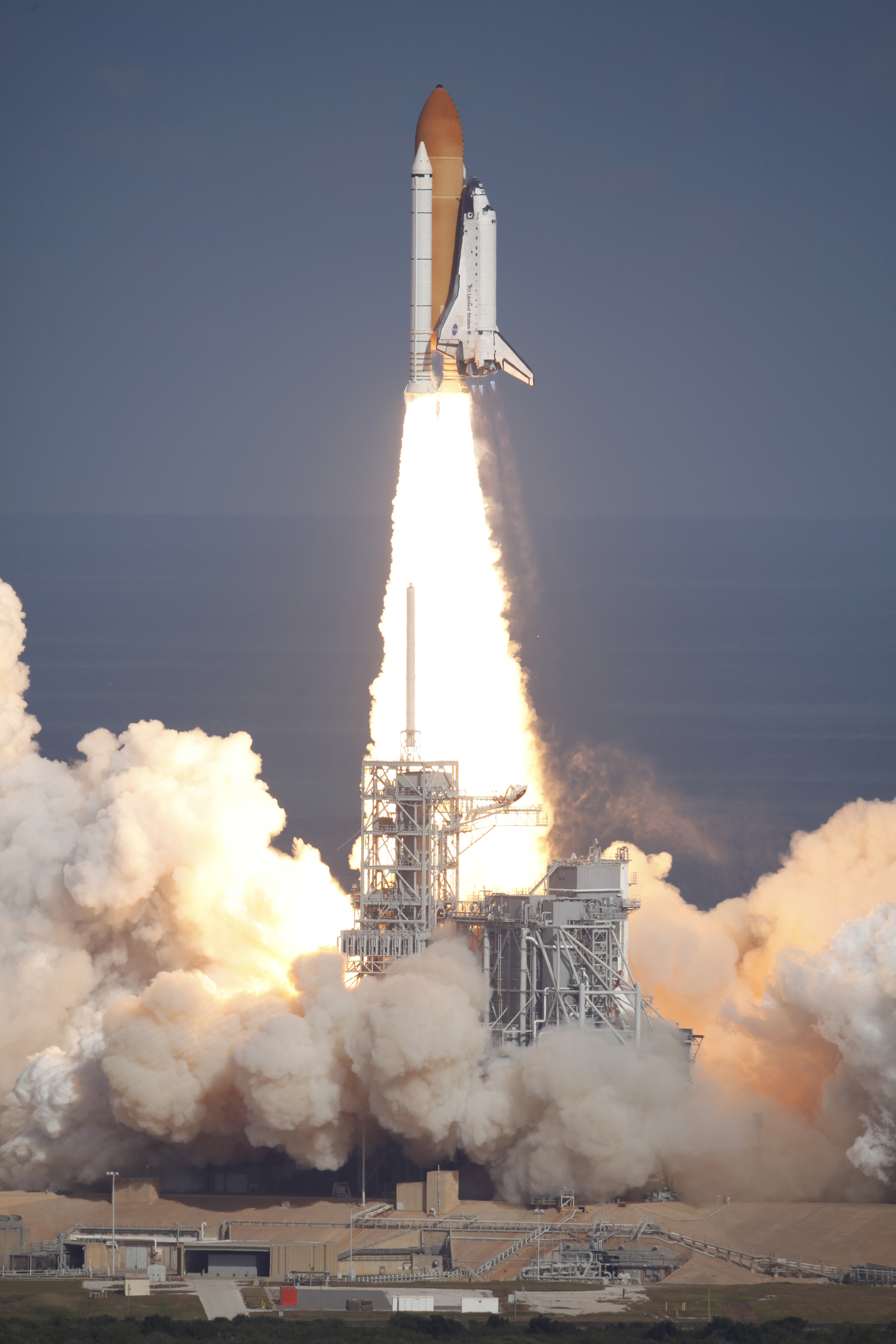
L'Atlantis decolla alle 14:28 EDT(20:28 ora Italiana)

Il lancio è avvenuto regolarmente alle 14:26 EDT (20:28 ora italiana). Dopo 8 minuti e 38 secondi è avvenuto il distacco del serbatoio esterno. Nella conferenza a seguito del lancio, i responsabili NASA hanno affermato che erano stati rilevati tre distacchi di frammenti di rivestimento dal serbatoio esterno, ma non sono stati giudicati pericolosi per l'orbiter.
Le operazioni di bordo del primo giorno di missione hanno incluso l'apertura dei portelloni della stiva di carico dell'Atlantis alle 21:12 UTC, il dispiegamento dei radiatori, il dispiegamento dell'antenna in banda Ku, la trasmissione delle immagini e dei dati relativi al lancio al controllo missione.
L'equipaggio si è tolto la tuta spaziale impiegata durante il lancio e il rientro dello Shuttle, ed è stata completata la preparazione del braccio robotico per l'ispezione dell'orbiter pianificata per il giorno successivo.

### Martedì 17 novembre (2º giorno)
L'equipaggio ha iniziato la prima giornata in orbita alle 09:28 UTC, la cui attività principale è stata la consueta ispezione del sistema di protezione termica dell'Atlantis attraverso il braccio robotico e l'Orbiter Boom Sensor System (OBSS). Al termine dell'ispezione, della durata di sei ore, il braccio robotico ha sganciato l'OBSS e ha afferrato l'ExPRESS Logistics Carrier 1 (ELC-1) che sarebbe stato installato il giorno successivo.
Le immagini riprese durante l'ispezione sono state inviate a Terra per l'analisi di eventuali danni allo scudo termico. Il Mission Management Team non ha rilevato segni di danneggiamenti.
L'equipaggio ha effettuato i preparativi per l'attracco alla stazione spaziale previsto per il giorno 3. In particolare, sono stati effettuati i preparativi e le verifiche alle tute spaziali che sarebbero state impiegate per le attività extraveicolari, è stato esteso l'anello del sistema di attracco orbitale ed è stata installata la telecamera che viene impiegata durante la fase di attracco. Sono state inoltre effettuate due accensioni dei motori RCS per avvicinarsi alla stazione.

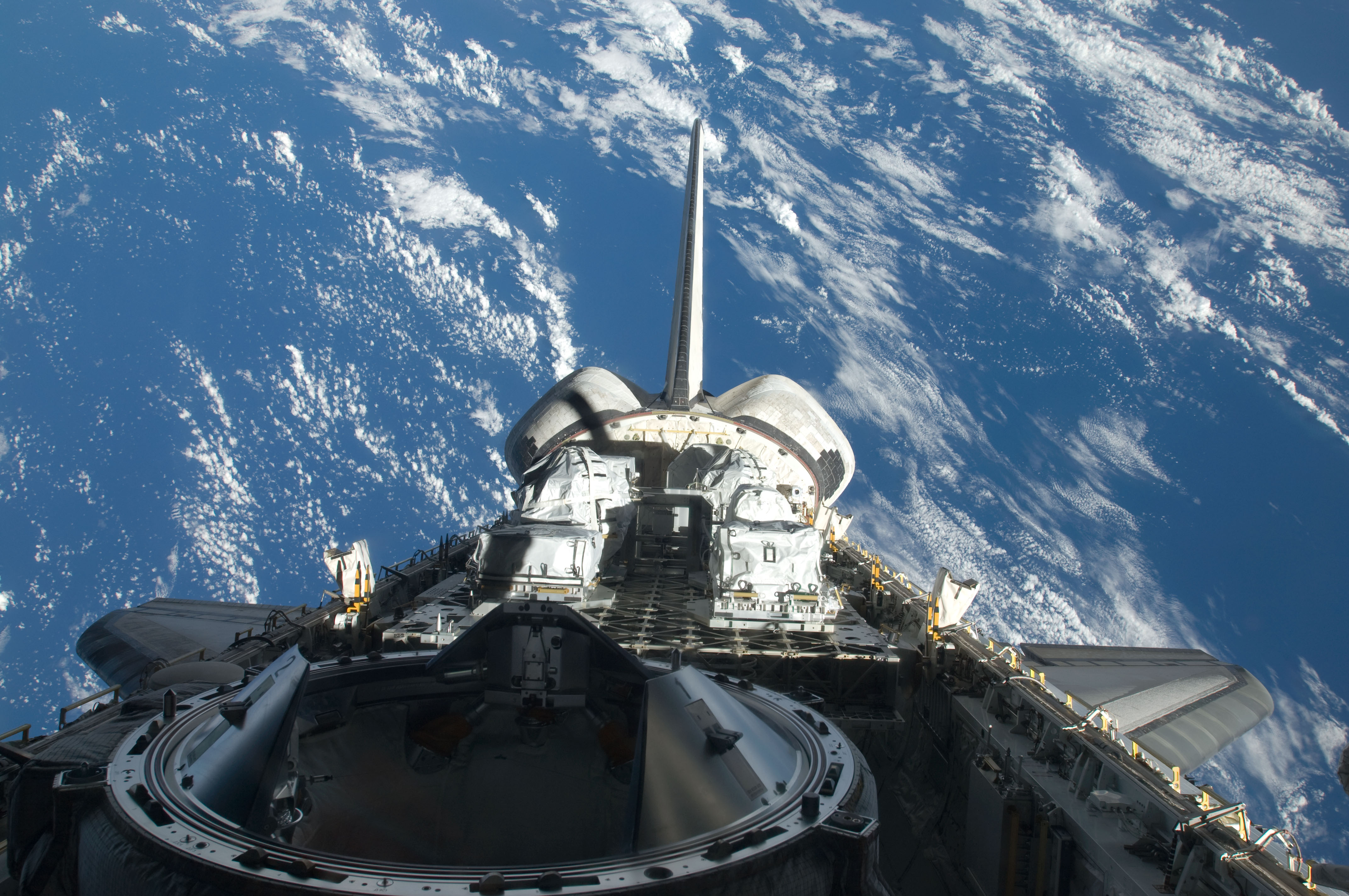
La stiva di carico dell'Atlantis, in primo piano è visibile il sistema di attracco
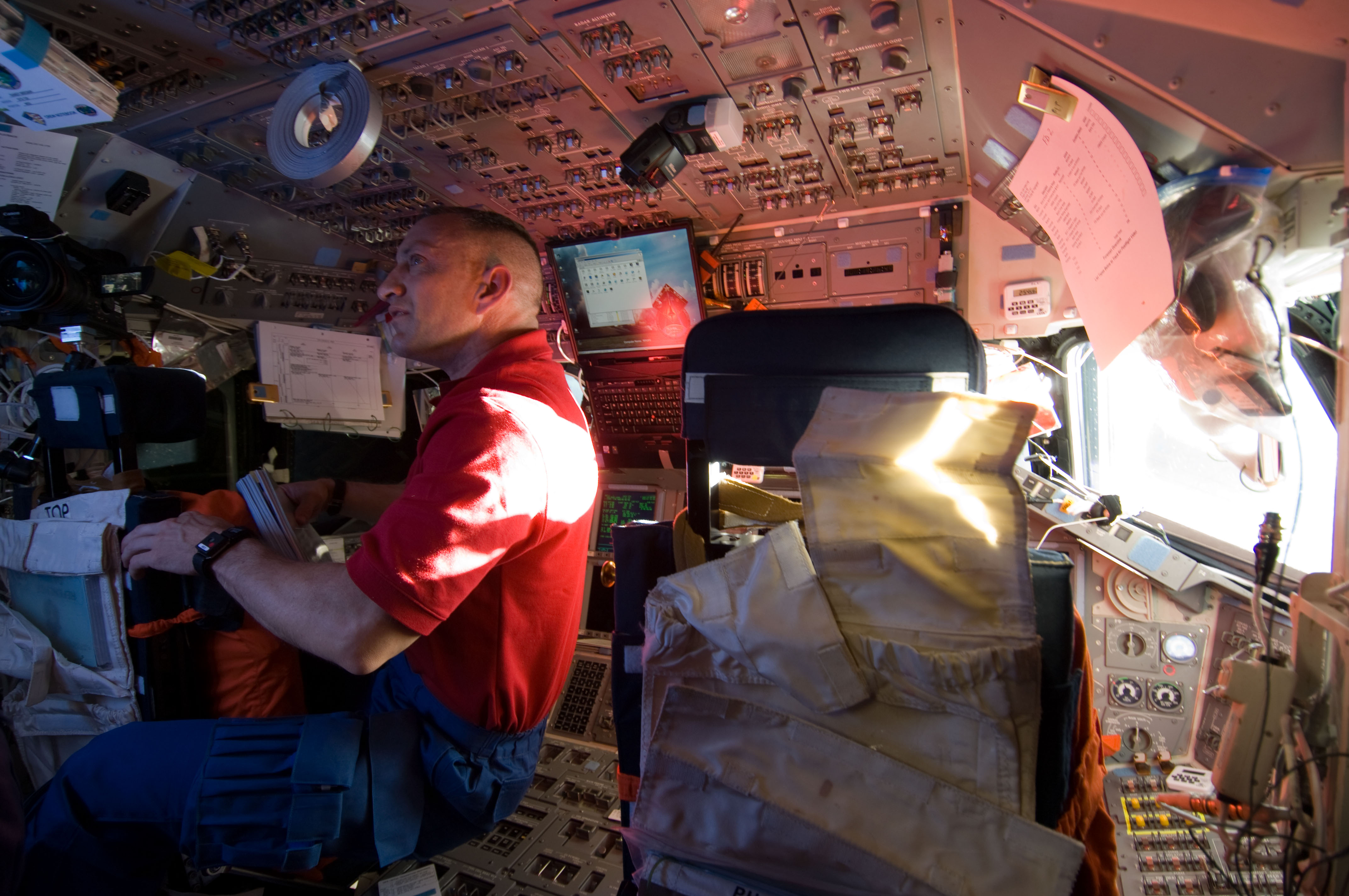
Il comandante della missione STS-129 Charles Hobaugh sul ponte di volo durante il secondo giorno di missione
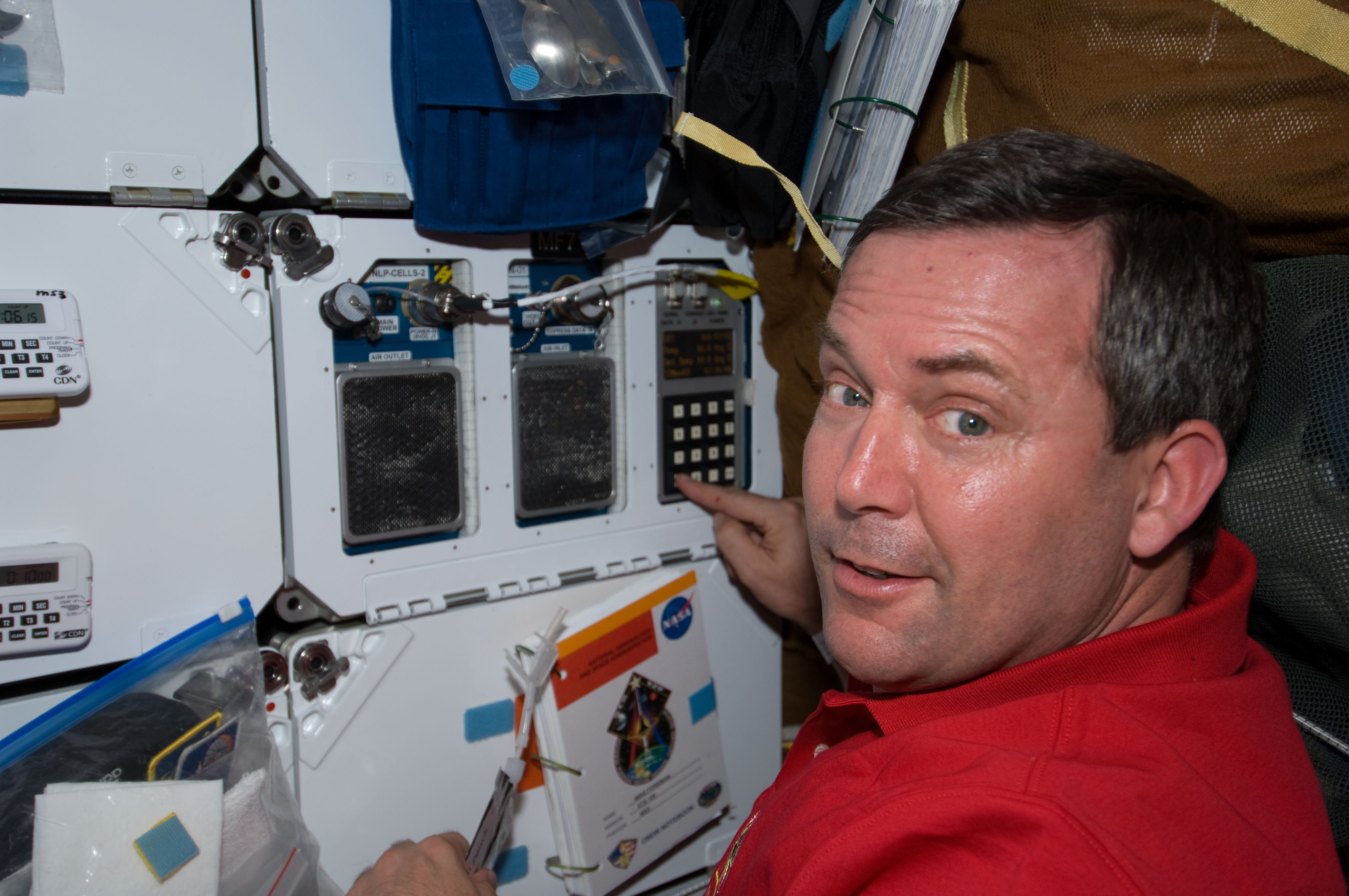
Lo specialista di missione Michael Foreman sul ponte intermedio dell'Atlantis
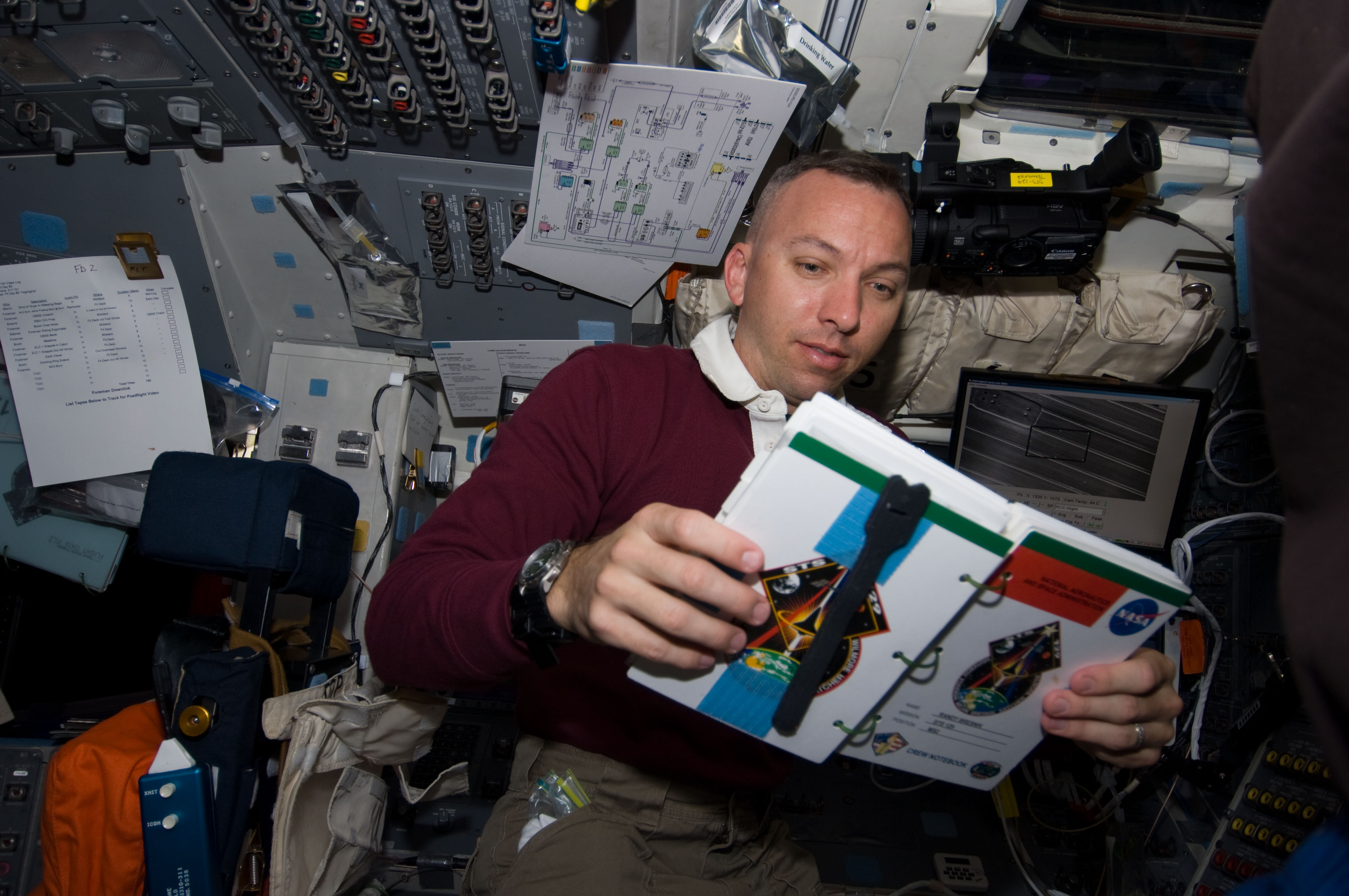
Lo specialista di missione Randolph Bresnik sul ponte di volo

### Mercoledì 18 novembre (3º giorno)

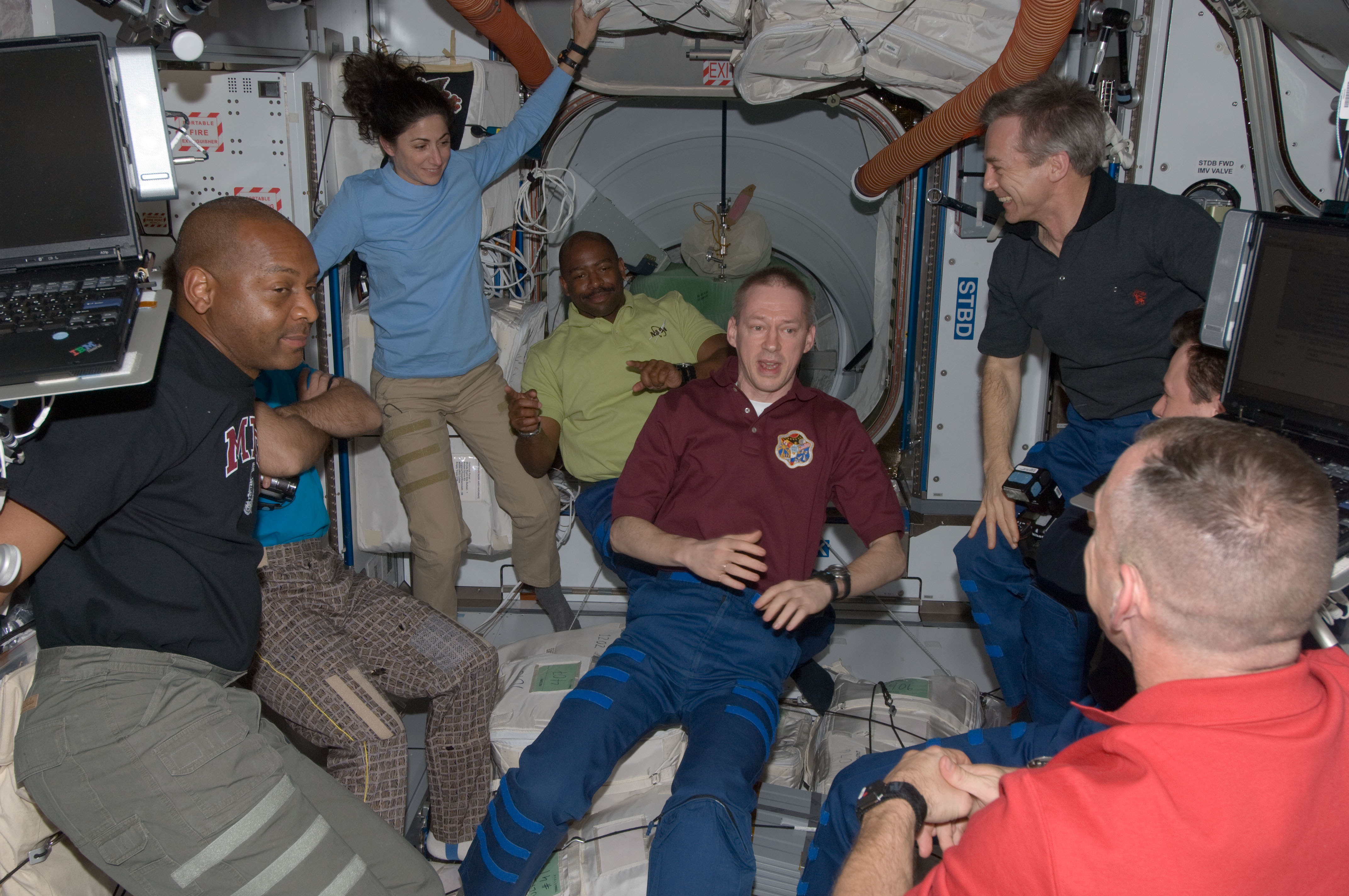
L'equipaggio della missione STS-129 e l'equipaggio della stazione spaziale poco dopo l'apertura del portello

L'equipaggio dell'Atlantis si è svegliato alle 09:28 UTC e ha iniziato le operazioni per il rendez-vous con la stazione, tra cui una serie di correzioni di rotta conclusa dalla manovra detta rendezvous pitch maneuver, iniziata alle 15:52 UTC, mentre gli astronauti Nicole Stott e Jeffrey Williams a bordo della stazione hanno scattato immagini della parte inferiore dello Shuttle per verificare lo stato del suo scudo termico. Le immagini sono state trasmesse a Terra per essere analizzate. La manovra si è conclusa alle 16:01 UTC.
L'attracco al Pressurized Mating Adapter-2 del modulo Harmony è avvenuto alle 16:51 UTC. L'apertura dello sportello è avvenuto alle 18:28 UTC, seguita dalla cerimonia di benvenuto. Successivamente i due equipaggi hanno iniziato le operazioni previste per il resto della giornata, tra cui il trasferimento delle tute spaziali per le attività extraveicolari dall'Atlantis al Joint Airlock. Dopo l'apertura del portello, l'astronauta Nicole Scott ha terminato formalmente il suo ruolo di ingegnere di volo della Expedition 21 per diventare parte dell'equipaggio dell’Atlantis.
Alle 19:52 UTC, gli specialisti di missione Melvin e Bresnik hanno spostato l'ExPRESS Logistics Carrier 1 che era stato agganciato al braccio robotico il giorno precedente per farlo fuoriuscire dalla stiva di carico dello Shuttle e agganciarlo al braccio robotico Canadarm 2 della stazione spaziale. Alle 21:27 UTC, l'ELC-1 è stato agganciato al segmento P3.
Gli specialisti di missione Michael Foreman e Robert Satcher hanno trascorso la notte nel Joint Airlock per prepararsi alla passeggiata spaziale del giorno successivo.
Al termine della riunione del Mission Management Team è stato annunciato che non sono stati rilevati problemi significativi, e che la missione stava procedendo in modo impeccabile.

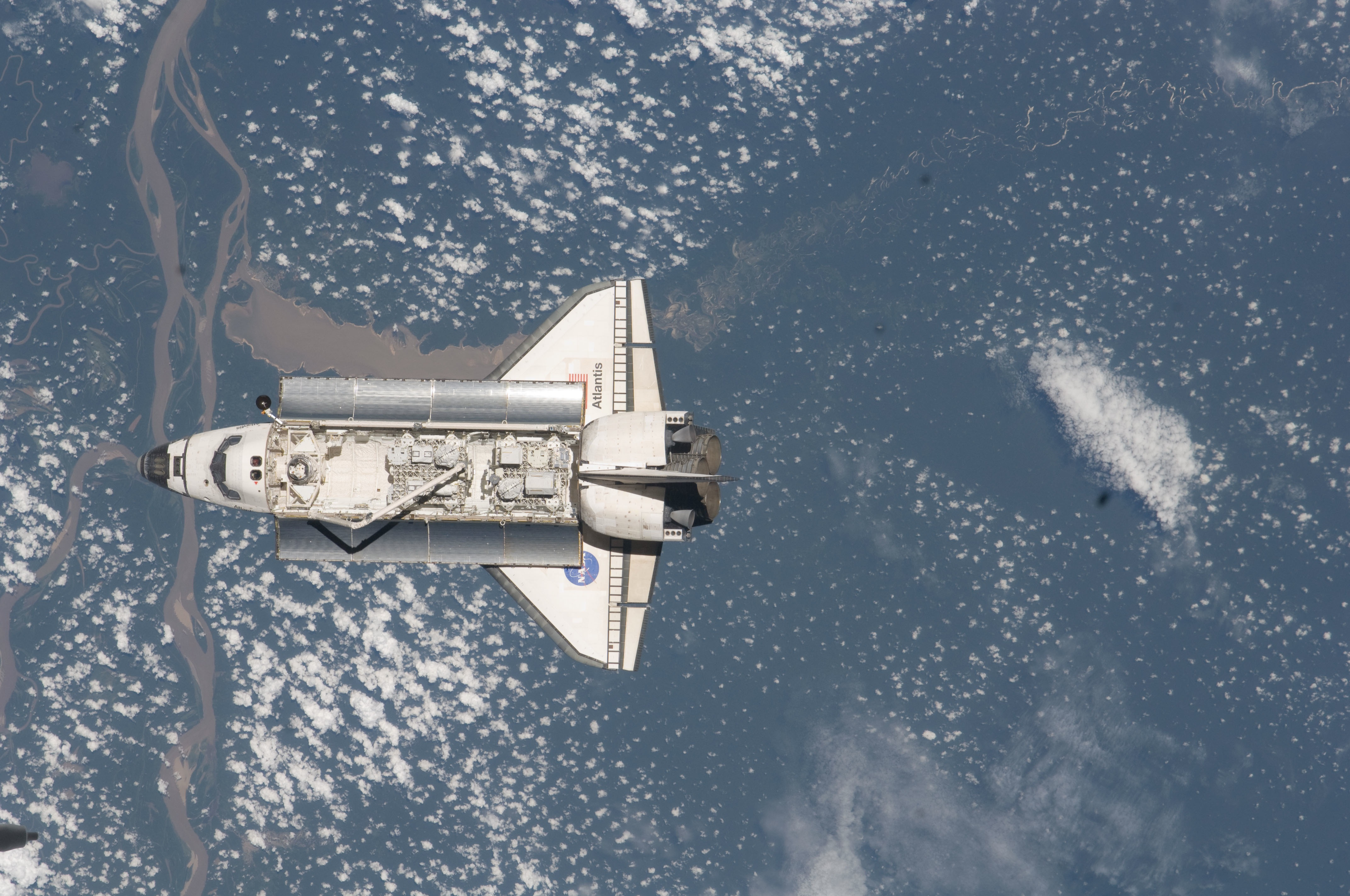
L'Atlantis fotografato dall'equipaggio della Expedition 21
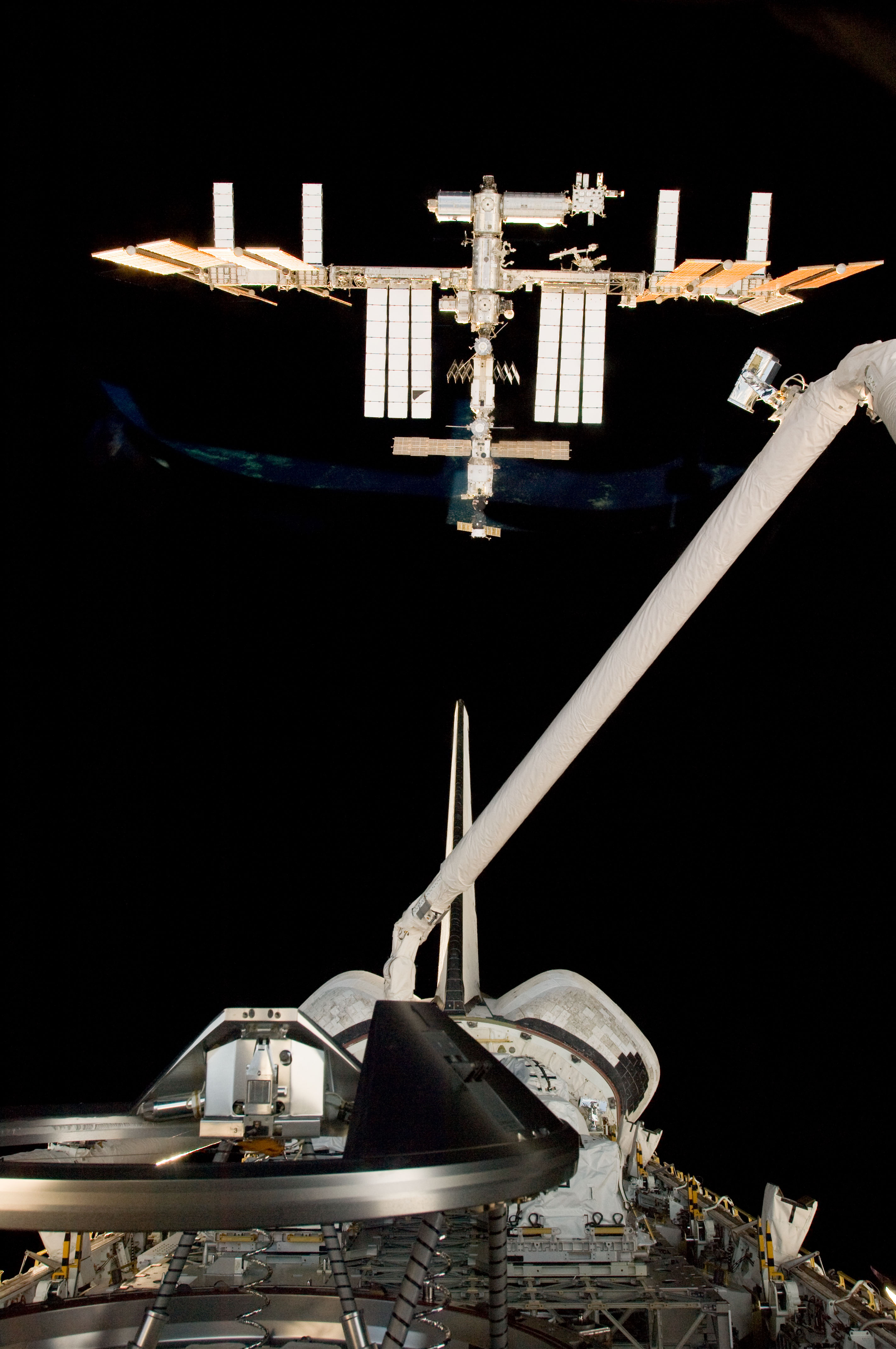
L'Atlantis in avvicinamento alla stazione spaziale durante le operazioni di rendez-vous e attracco
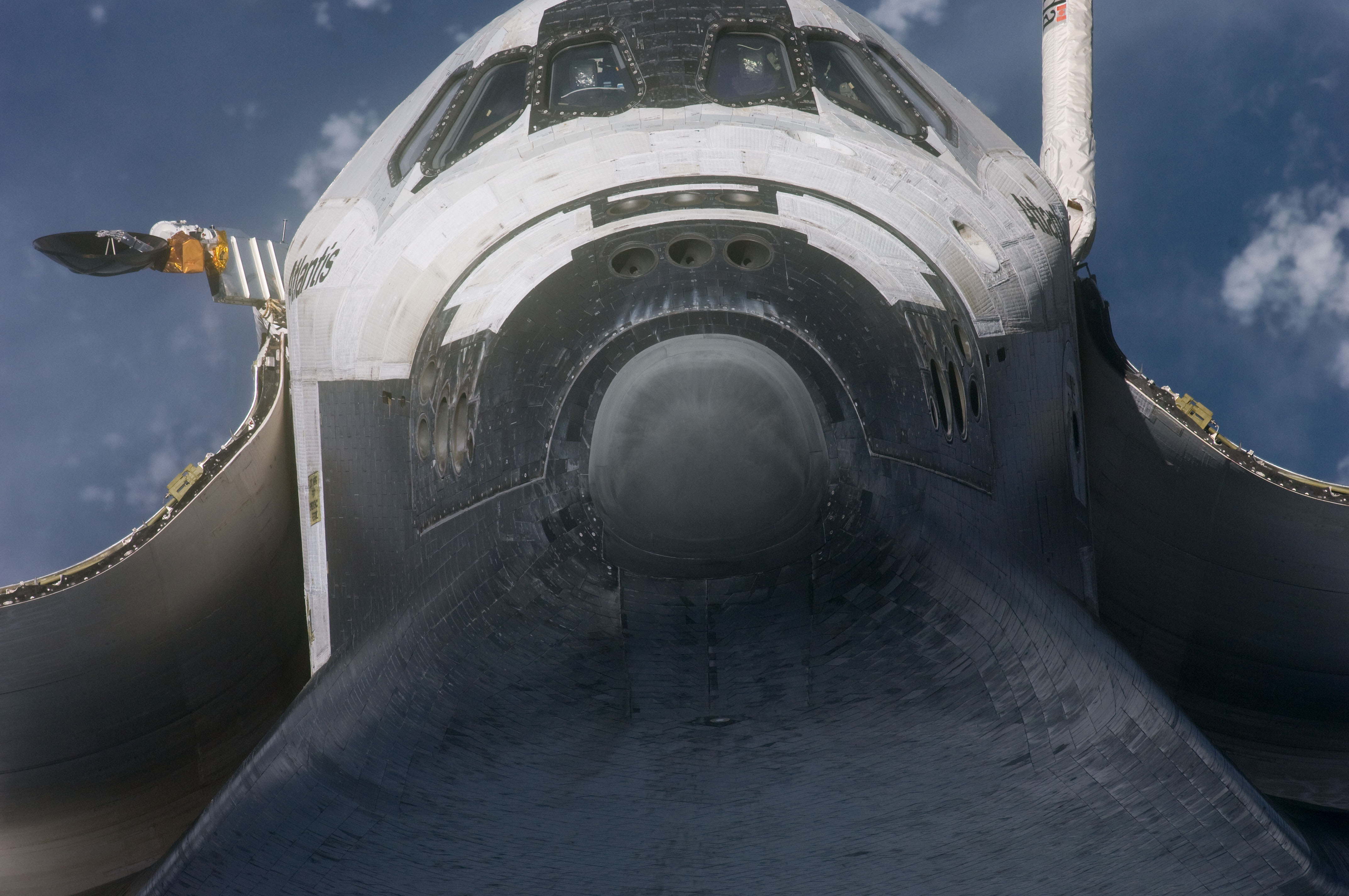
L'Atlantis mentre effettua la manovra Rendezvous pitch maneuver
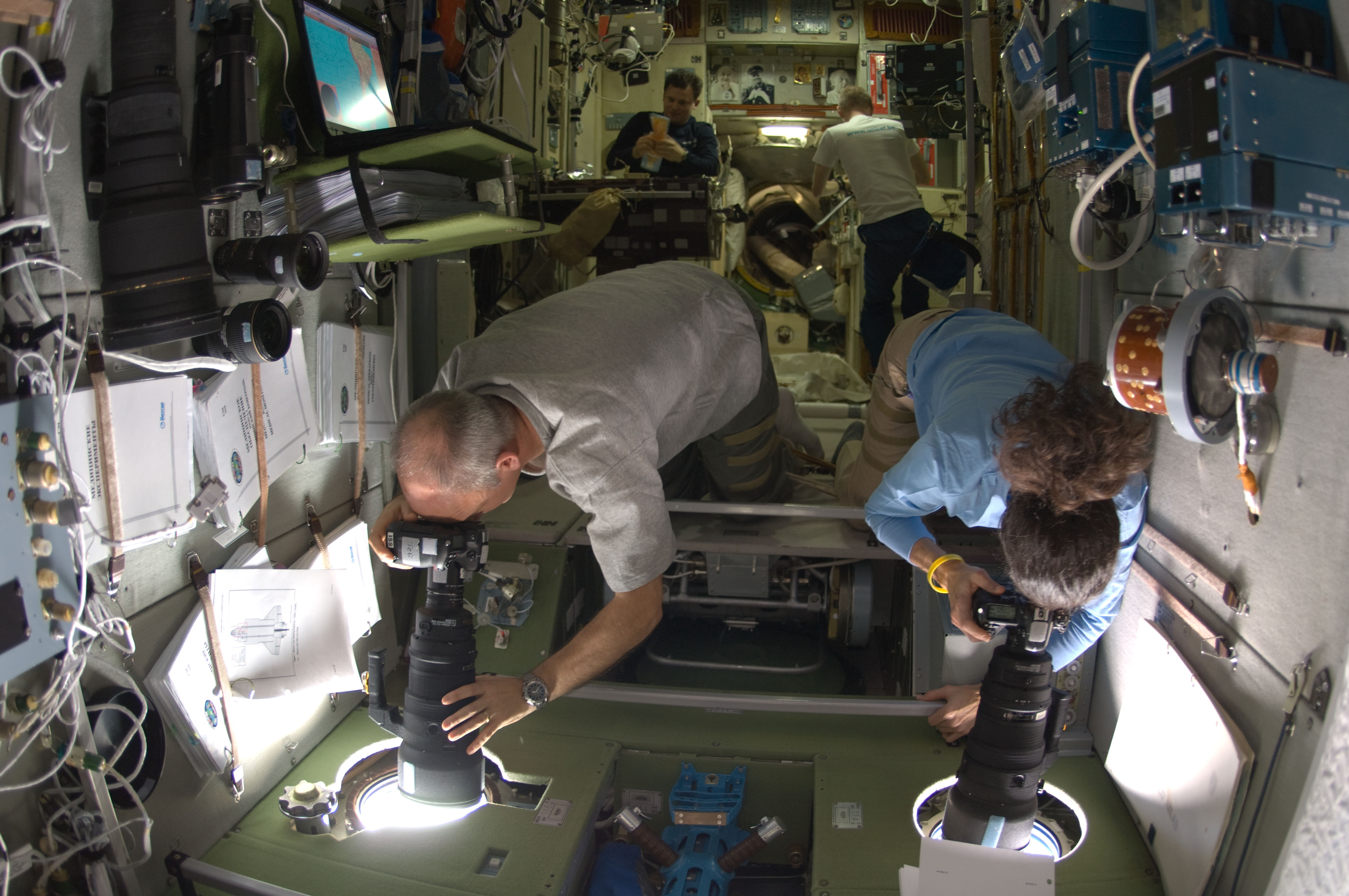
Gli astronauti Jeffrey Williams e Nicole Stott mentre fotografano l'Atlantis

### Giovedì 19 novembre (4º giorno)

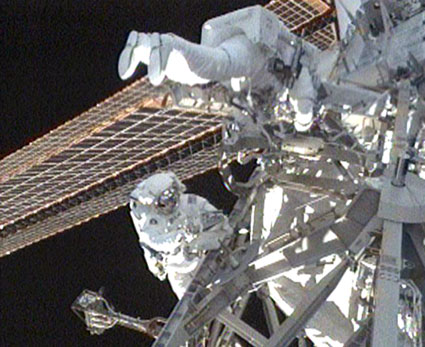
Gli astronauti Foreman e Satcher durante la prima passeggiata spaziale della missione

Nella mattinata del quarto giorno di missione, il controllo missione ha informato il comandante Charles Hobaugh che l'equipaggio non avrebbe dovuto fare ulteriori ispezioni allo scudo termico dello Shuttle. Questa attività era prevista per il giorno successivo, e il relativo periodo di tempo sarebbe stato impiegato nei trasferimenti di materiali dallo shuttle alla stazione. Più tardi, i responsabili di missione hanno dichiarato che lo scudo termico dell'Atlantis era in grado di effettuare il rientro in sicurezza.
L'attività principale della giornata è stata la prima passeggiata spaziale degli astronauti Foreman e Satcher. Foreman indossava una tuta spaziale con strisce rosse mentre la tuta di Satcher era tutta di colore bianco. All'interno della stazione spaziale lo specialista di missione Randolph Bresnik ha coordinato le attività dei due astronauti e le comunicazioni con il controllo missione. Poiché le attività previste nella passeggiata spaziale sono state completate con due ore di anticipo, si è deciso di aggiungere alcuni compiti aggiuntivi tra cui la manutenzione del braccio robotico del laboratorio Kibo e l'installazione di un Payload Attach System (PAS). Il resto dell'equipaggio è stato impegnato in attività di supporto alla passeggiata spaziale.
Gli astronauti hanno terminato le attività della giornata alle 00:28 UTC, ma sono stati svegliati alle 01:36 UTC da un falso allarme indicante una improvvisa depressurizzazione. Dopo aver effettuato le verifiche a bordo e da terra, i controllori di volo hanno concluso che la stazione spaziale era in sicurezza e l'equipaggio non correva pericoli. Per recuperare la perdita di sonno, il periodo di sonno dell'equipaggio è stato esteso di 30 minuti.

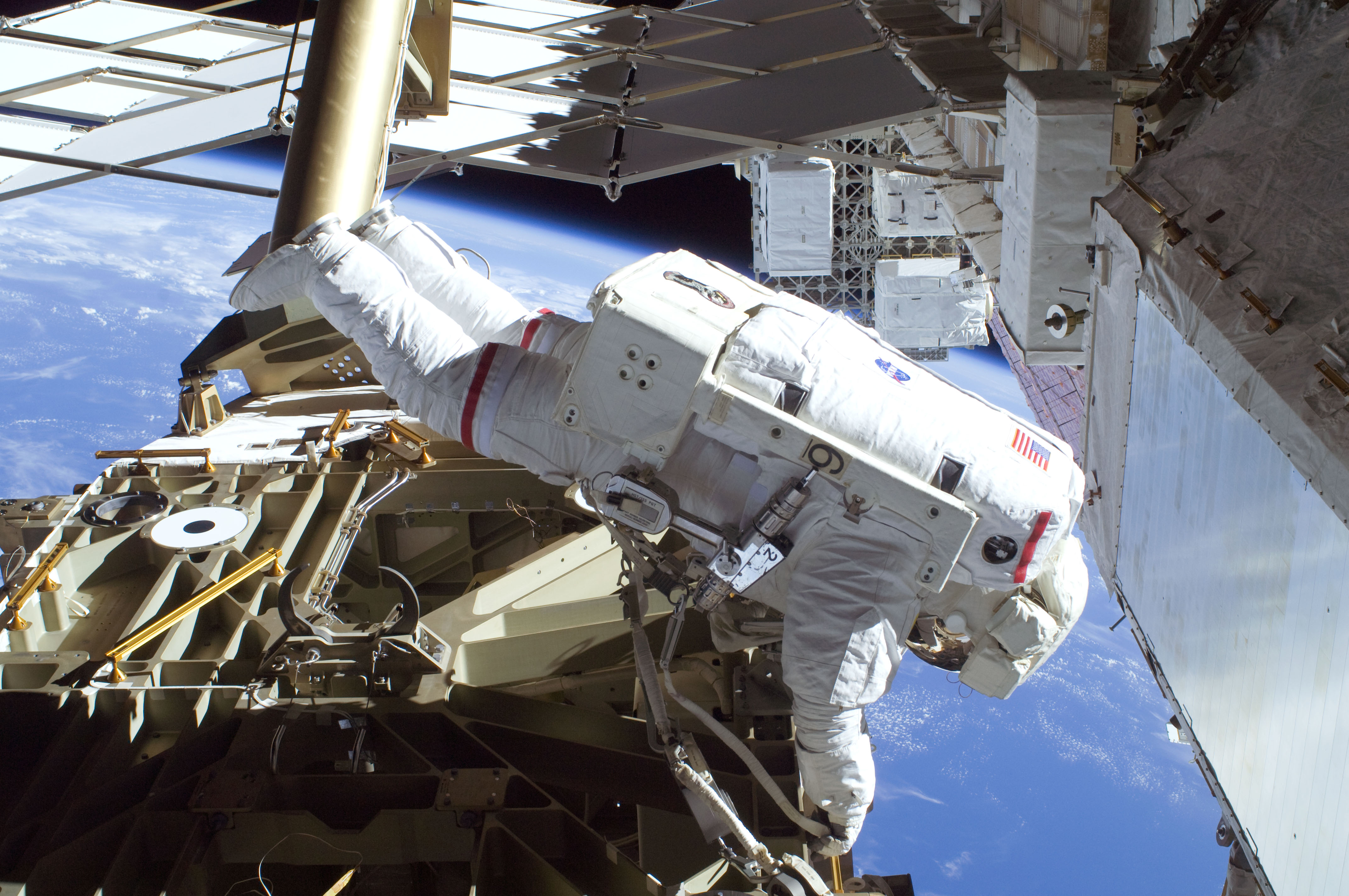
L'astronauta Michael Foreman nella prima passeggiata spaziale
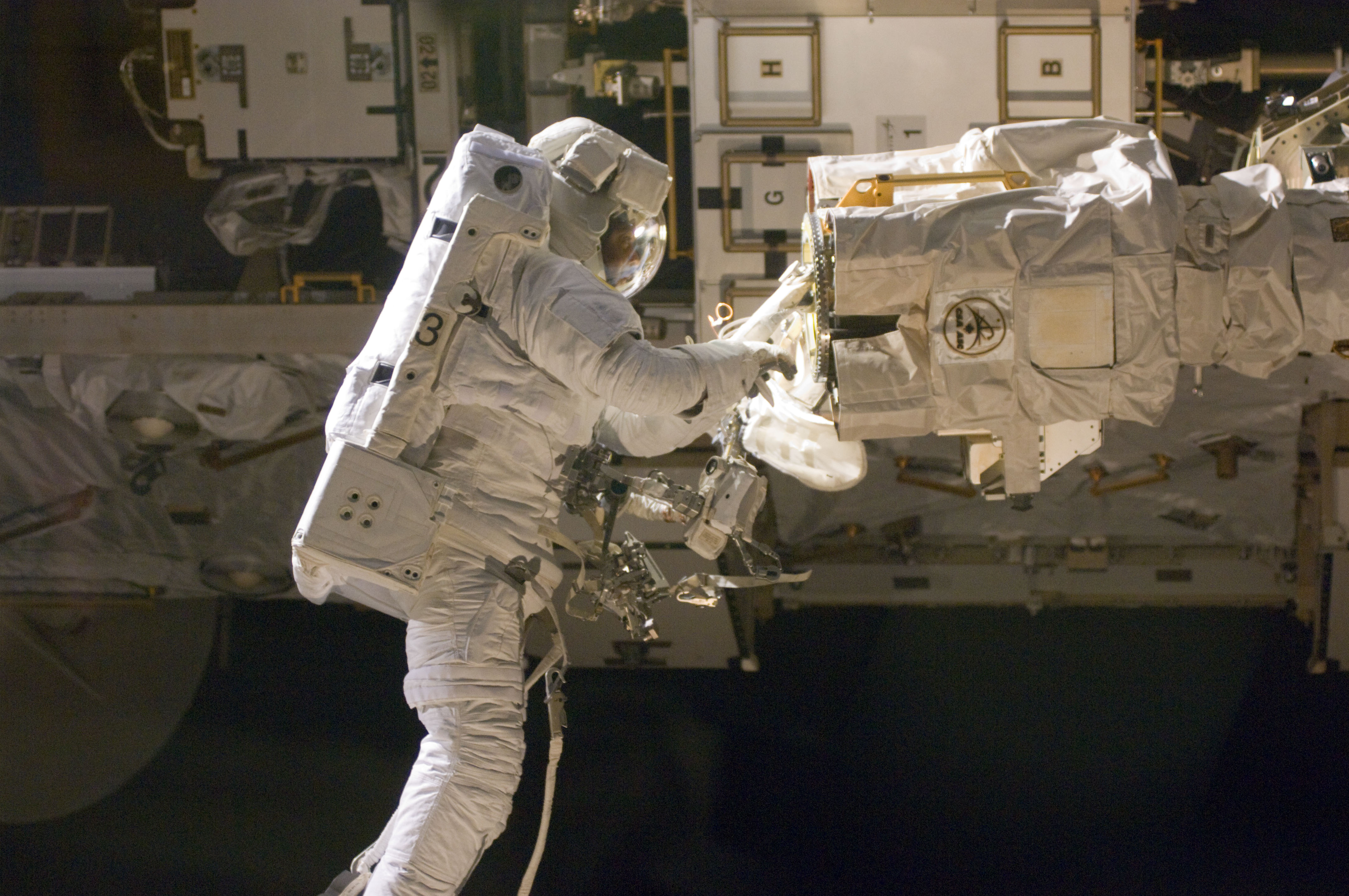
L'astronauta Robert Satcher nella prima passeggiata spaziale
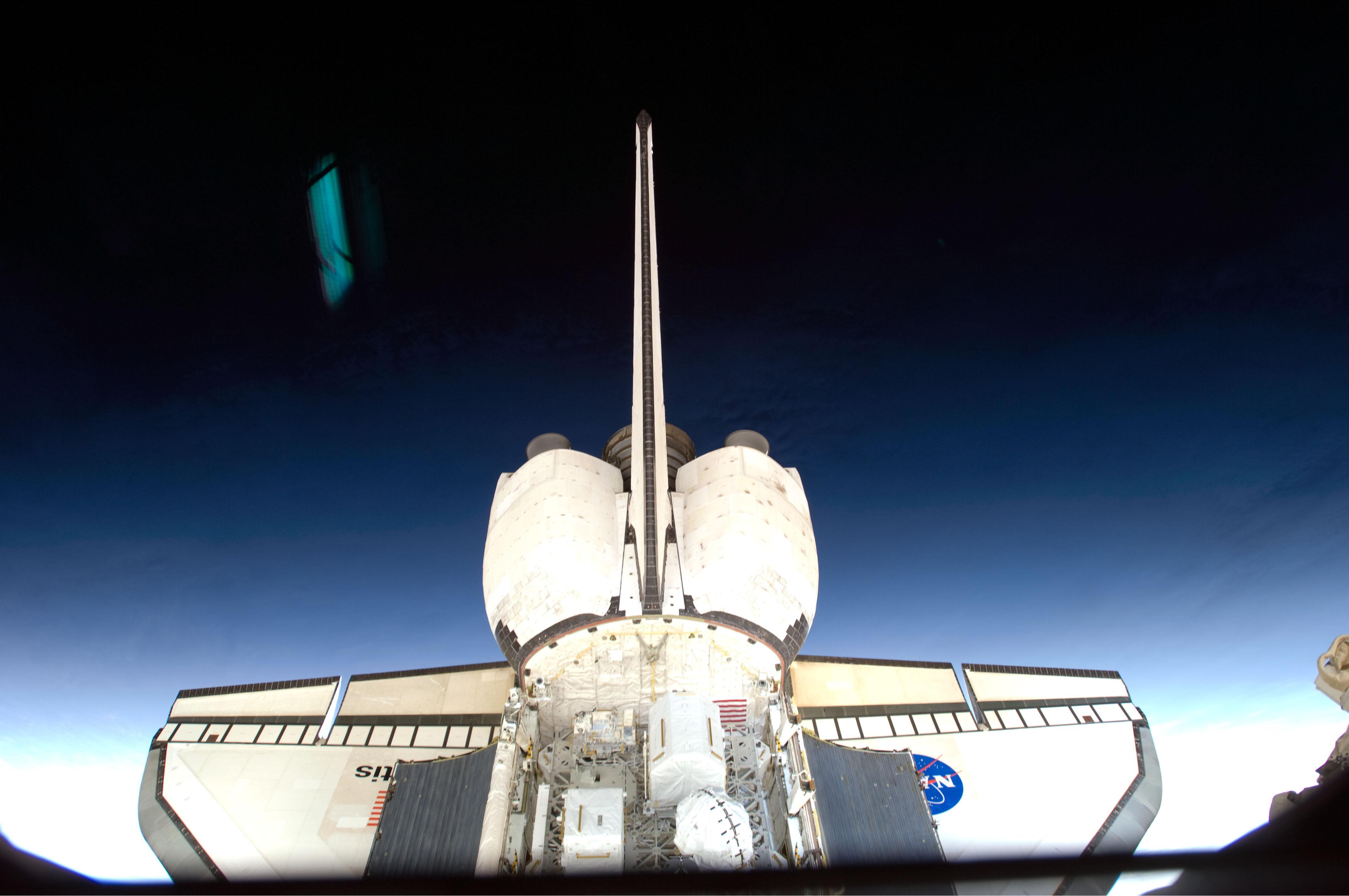
La sezione di poppa dell'Atlantis

### Venerdì 20 novembre (5º giorno)

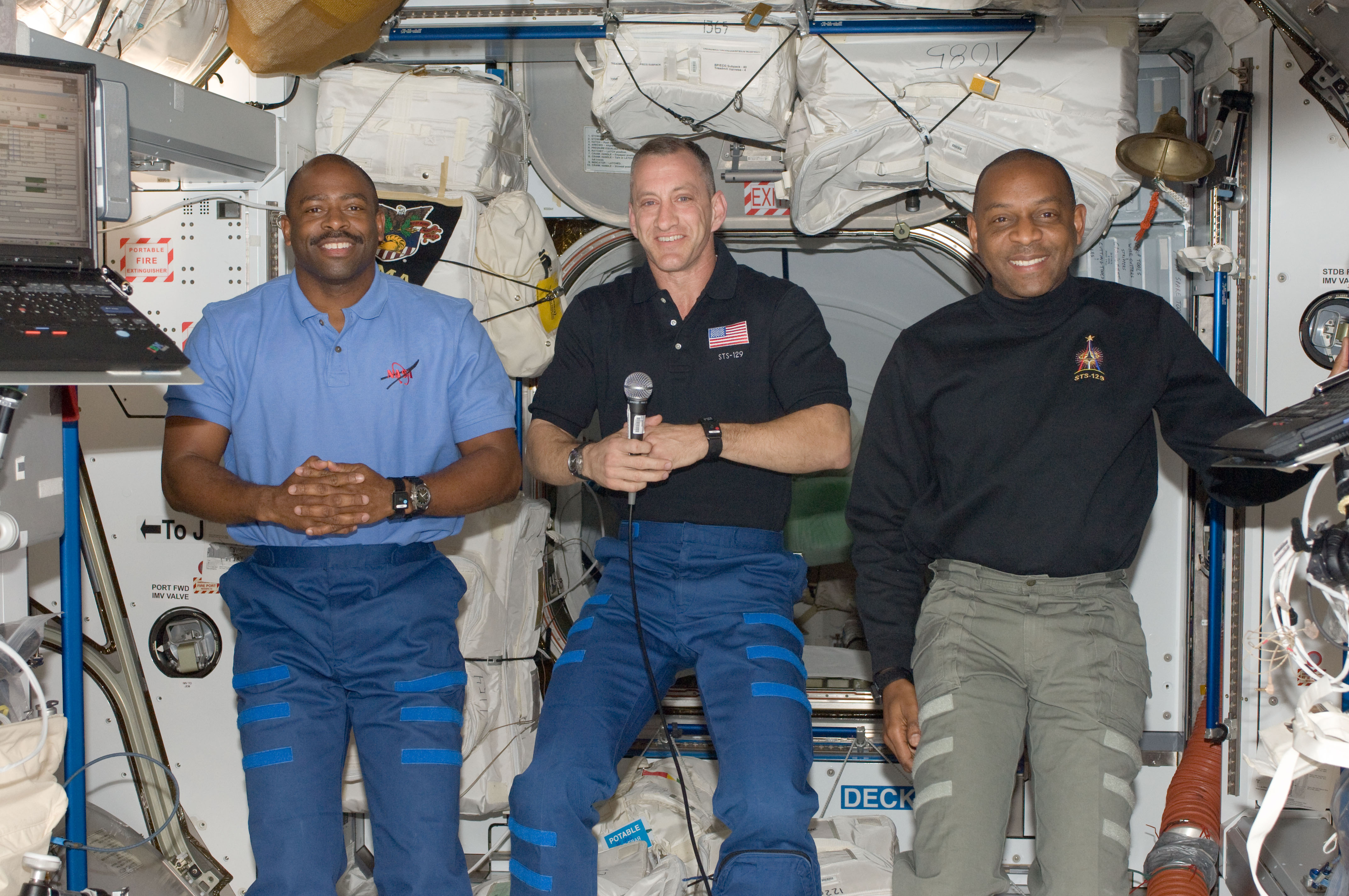
Da sinistra, gli astronauti Melvin, Hobaugh, e Satcher mentre rispondono ai giornalisti

Nel quinto giorno di missione, il comandante Charles Hobaugh e lo specialista di missione Leland Melvin hanno agganciato il braccio robotico dello Shuttle all'ExPRESS Logistics Carrier 2, situato nella stiva di carico dell'Atlantis.
Il resto dell'equipaggio ha continuato i trasferimenti di materiali dallo shuttle alla stazione spaziale. Nel modulo Unity sono stati completati i preparativi per la connessione del modulo Tranquility, che sarebbe stato portato in orbita con la missione successiva STS-130.
Durante la giornata diversi membri dell'equipaggio sono stati intervistati da giornalisti di varie testate.
L'equipaggio ha anche preparato le tute spaziali per la seconda attività extraveicolare, prevista per il giorno successivo.
Alle 00:28 UTC sono terminate le attività e l'equipaggio è andato a dormire. Gli astronauti Foreman e Bresnik, che dovevano effettuare la passeggiata spaziale, hanno trascorso la notte nel Joint Airlock. L'airlock viene pressurizzato ad una pressione di 35 kPa e l'atmosfera è di ossigeno puro. Gli astronauti che devono effettuare attività extraveicolari trascorrono il periodo di riposo all'interno dell'airlock. Le condizioni create al suo interno sono simili a quelle delle tute spaziali, e servono per acclimatare il corpo degli astronauti alla bassa pressione presente nelle tute.
Gli astronauti sono stati nuovamente svegliati dall'allarme che indica una depressurizzazione, come è avvenuto nel giorno precedente. L'allarme ha innescato delle procedure automatizzate che hanno riportato il Joint Airlock alla normale pressione di 101 kPa.
A causa del periodo di tempo che sarebbe stato impiegato per il reset di diversi sistemi, i controllori di volo hanno informato Foreman e Bresnik di annullare la procedura di acclimatamento. Il giorno successivo, gli astronauti hanno utilizzato delle maschere per ossigeno per abituare il loro corpo alle tute spaziali.

### Sabato 21 novembre (6º giorno)

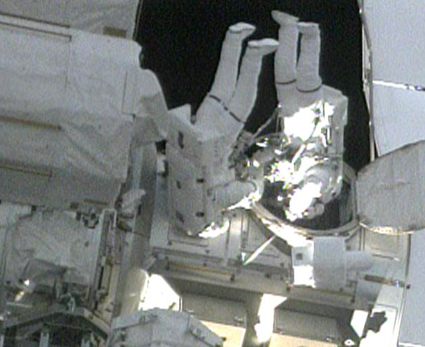
Gli astronauti Foreman e Bresnik durante la seconda attività extraveicolare

L'attività principale della giornata è stata la seconda passeggiata spaziale degli astronauti Foreman e Bresnik. Lo specialista di missione Satcher ha aiutato a coordinare le attività extraveicolari, che si sono concluse senza problemi.
Precedentemente, alle 11:32 UTC, Leland Melvin e Robert Satcher hanno portato fuori dalla stiva di carico l'ExPRESS Logistics Carrier 2 (ELC-2) usando il braccio robotico dello Shuttle e passandolo al braccio robotico della stazione spaziale. Successivamente, alle 14:14 UTC, Leland Melvin e Nicole Stott hanno manovrato il braccio robotico della stazione spaziale per agganciare l'ELC-2 all'Outboard Payload Attachment System (PAS) sul segmento S3 della stazione.
Il controllo missione ha comunicato che è stato riscontrato un piccolo disallineamento tra l'Orbiter Docking System (ODS) dell'Atlantis e l'anello di attracco della stazione spaziale, avvenuto durante l'estensione dell'anello nel secondo giorno di missione. Il disallineamento non è stato giudicato problematico.

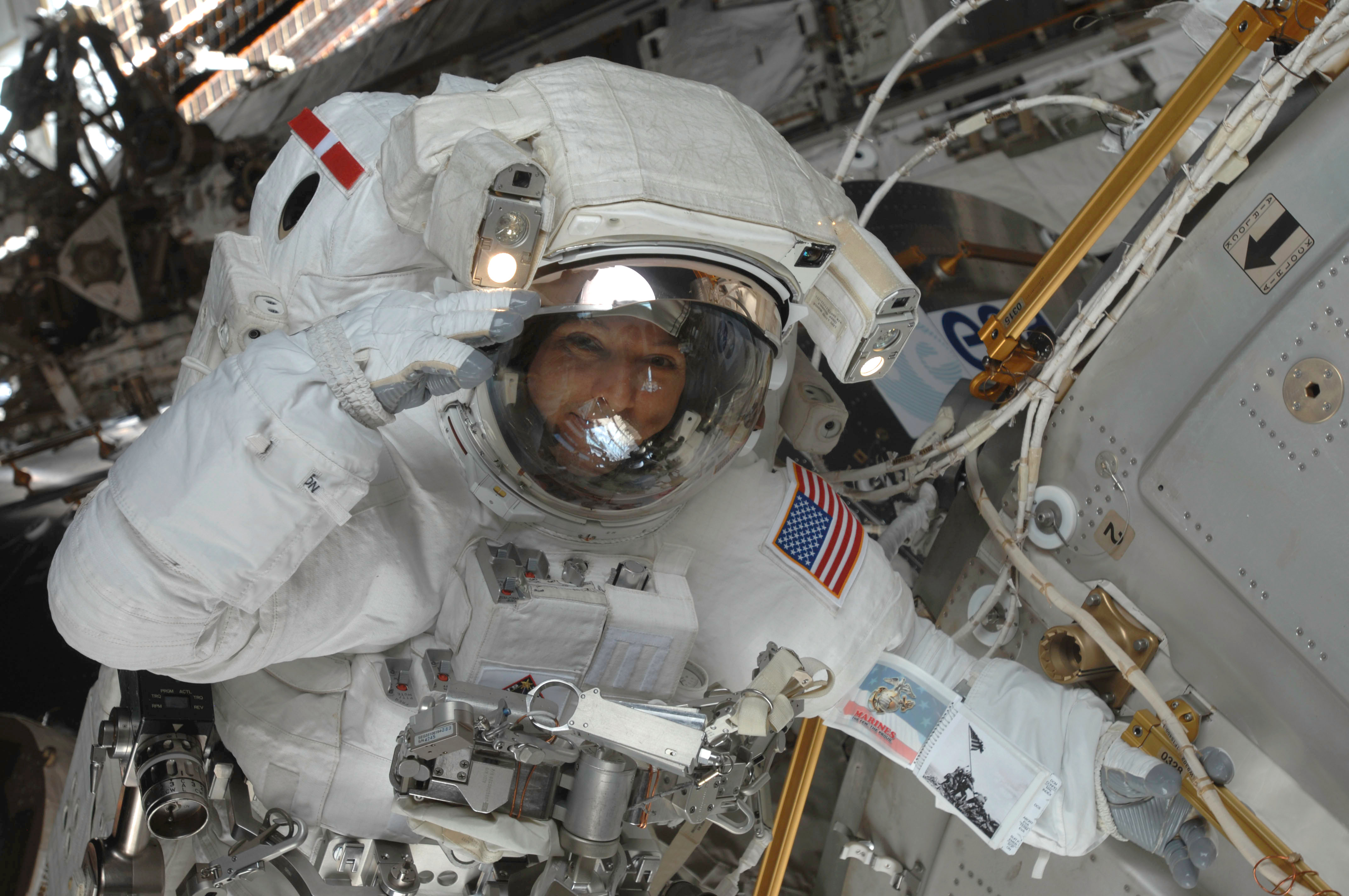
L'astronauta Bresnik nei pressi del modulo Columbus
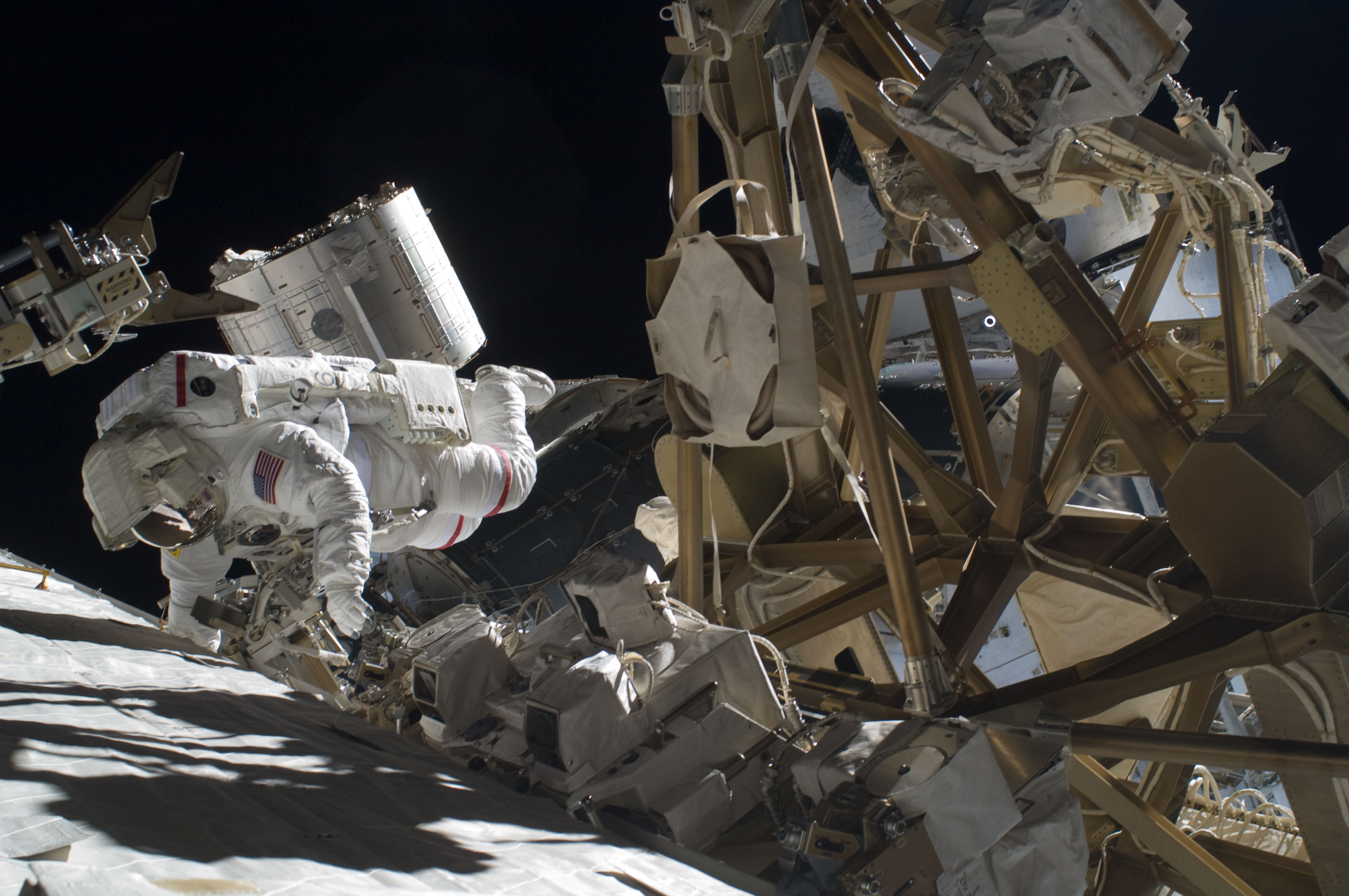
L'astronauta Foreman durante la seconda passeggiata spaziale
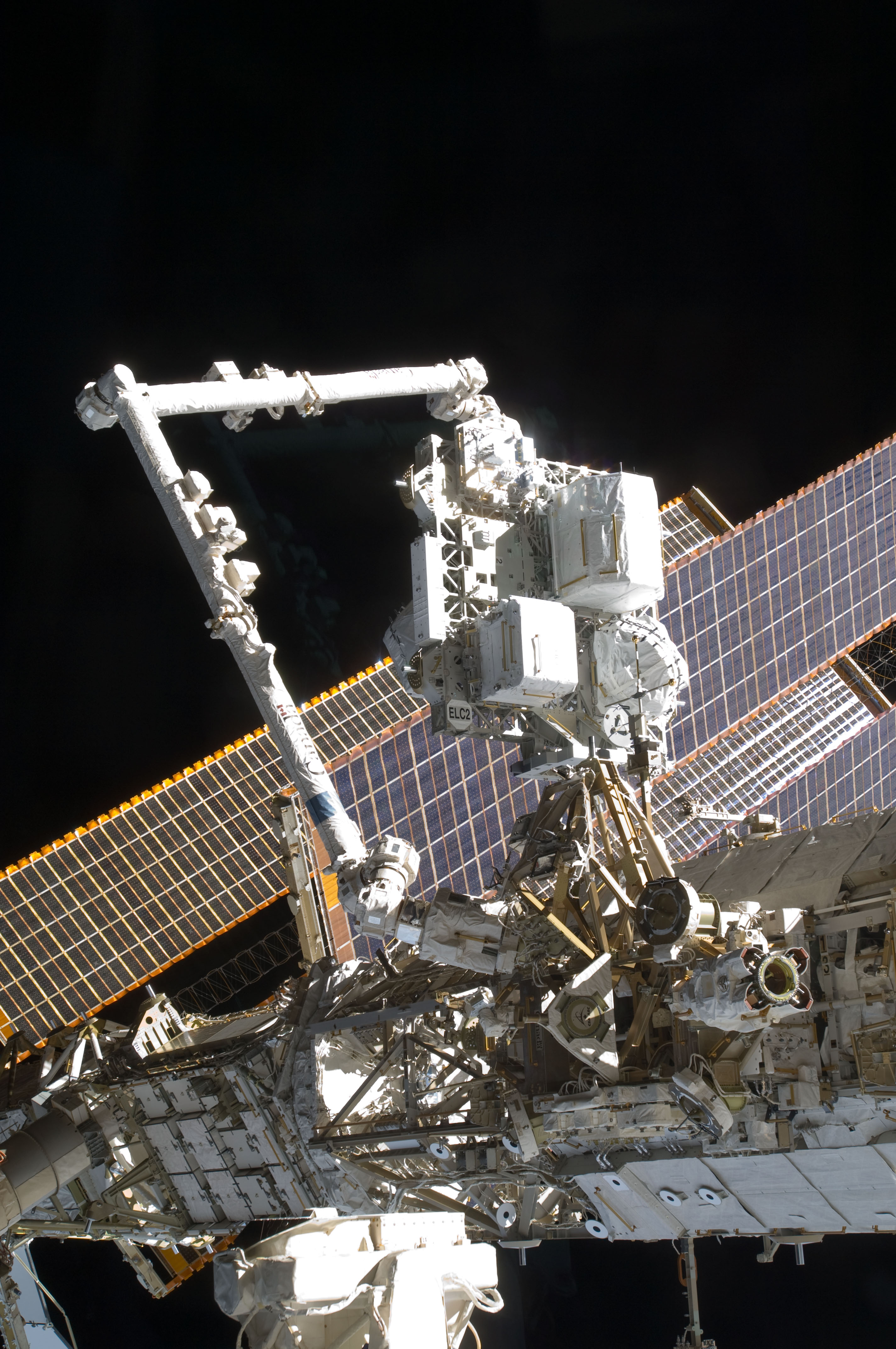
Installazione dell'ExPRESS Logistics Carrier 2 sul segmento S3 della stazione spaziale

### Domenica 22 novembre (7º giorno)

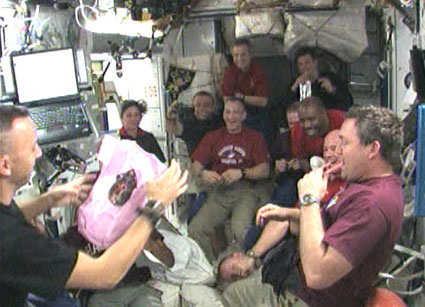
Lo specialista di missione Randolph Bresnik festeggia assieme agli equipaggi dell'Atlantis e dell'Expedition 21 la nascita della figlia, Abigail Mae Bresnik

La giornata è iniziata con la comunicazione dal controllo missione della nascita della figlia di Randolph Bresnik, Abigail Mae Bresnik. Lo specialista di missione Bresnik è il secondo astronauta a diventare padre mentre si trova nello spazio. Il primo è stato Michael Fincke, la cui moglie diede alla luce sua figlia nel 2004, mentre lui si trovava sulla stazione spaziale.
L'equipaggio ha avuto metà giornata di riposo, partecipando ad interviste con i giornalisti.
Il resto della giornata è stata trascorsa continuando i trasferimenti dallo shuttle alla stazione e investigando le cause dei falsi allarmi attivati giovedì e venerdì. Inoltre sono state effettuate le preparazioni per la terza ed ultima passeggiata spaziale della missione.

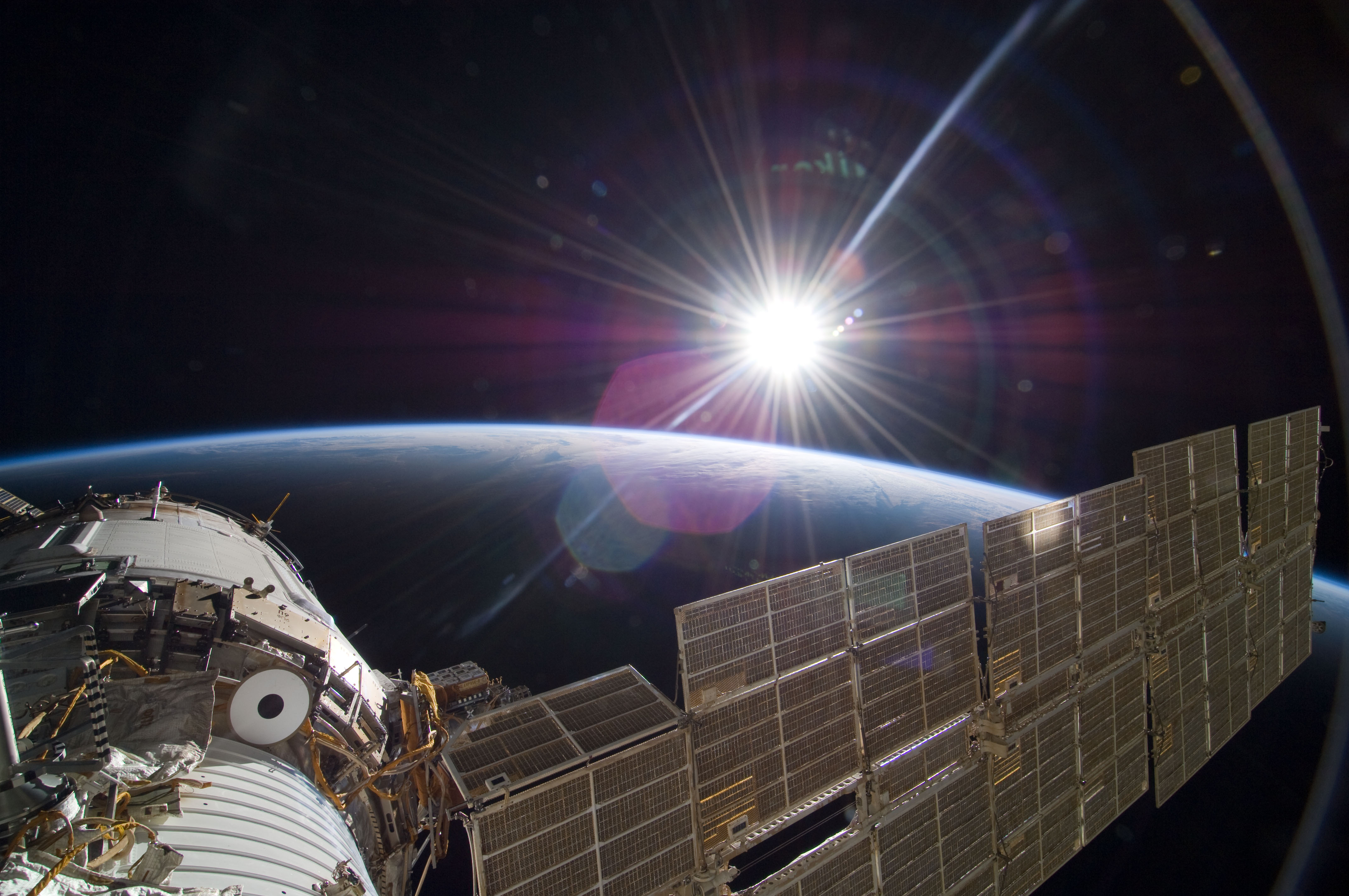
Panorama ripreso da un membro dell'equipaggio della STS-129 dalla sezione russa della stazione spaziale
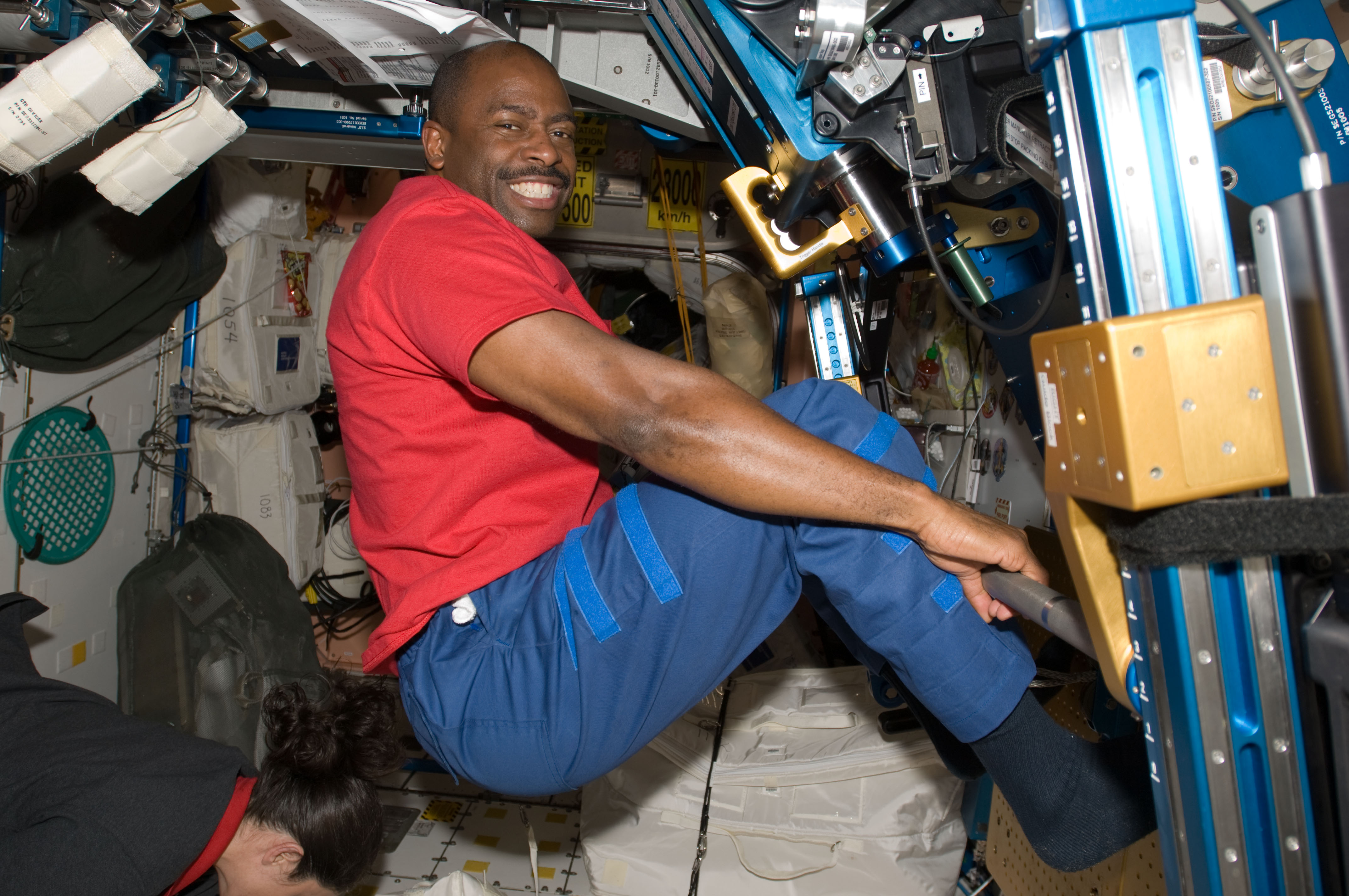
Lo specialista di missione Leland Melvin si esercita all'interno del modulo Unity
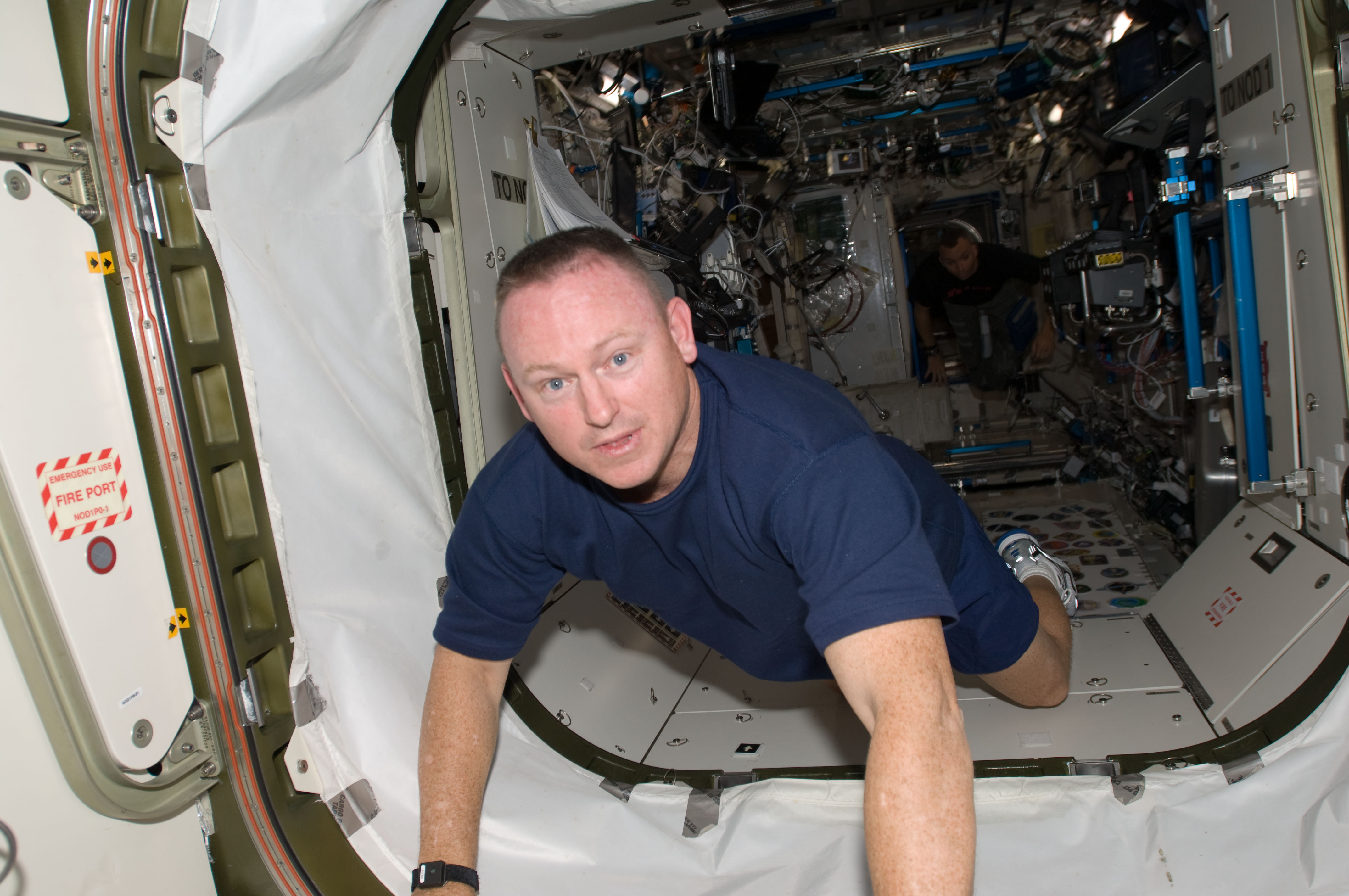
Il pilota Barry Wilmore si sposta verso il modulo Unity
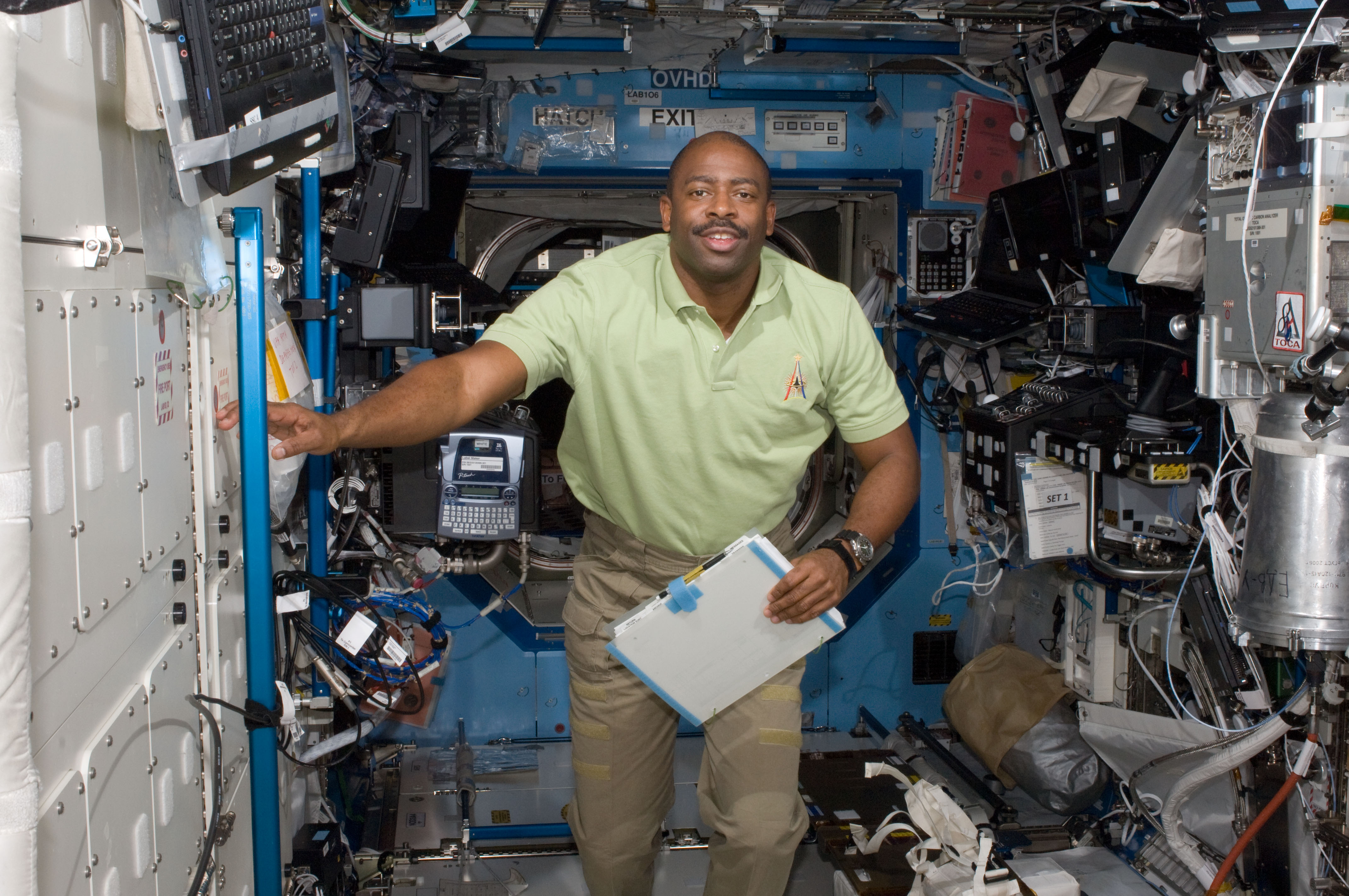
Leland Melvin all'interno del laboratorio Destiny
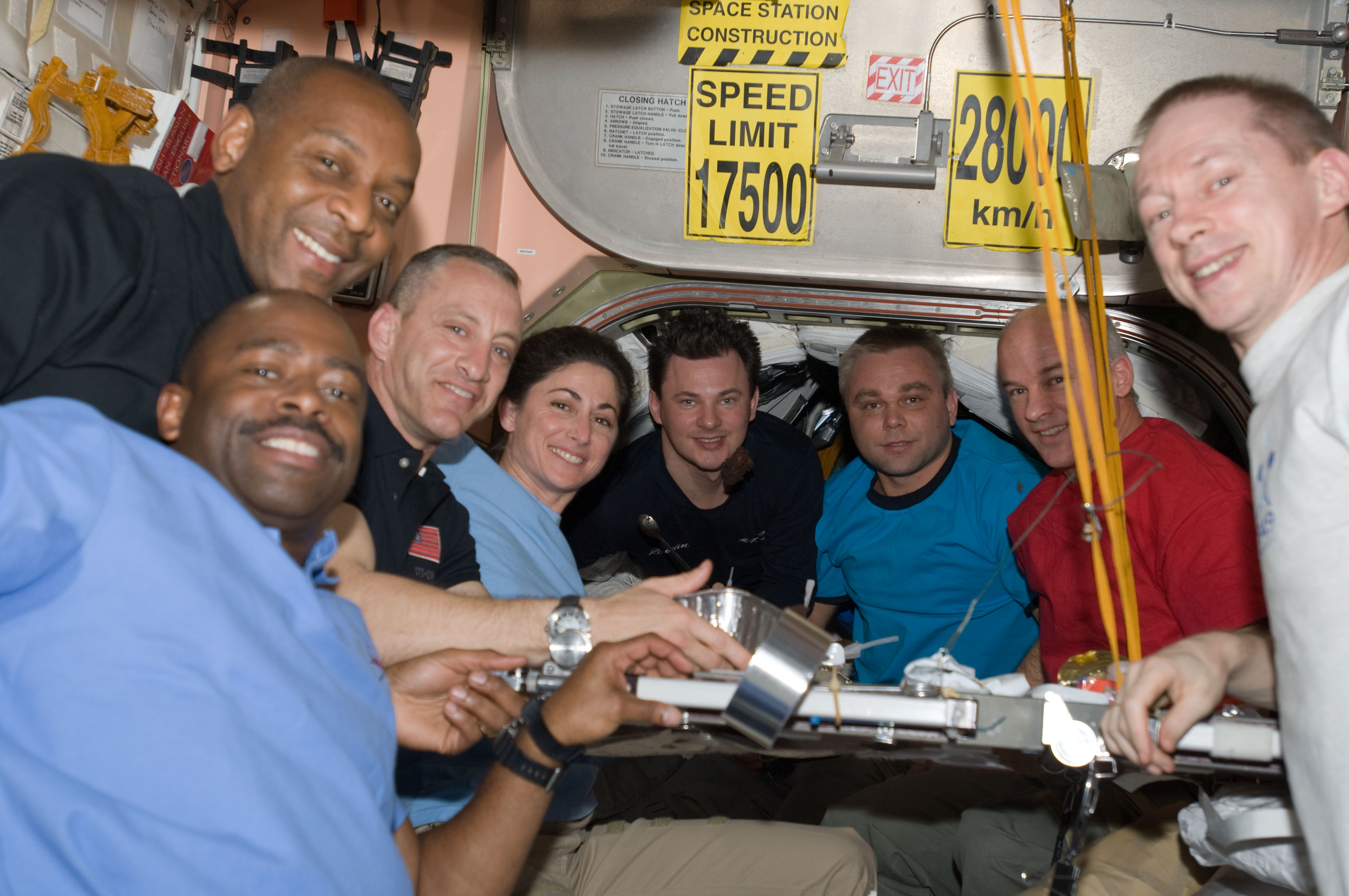
L'equipaggio della missione STS-129 all'interno del modulo Unity
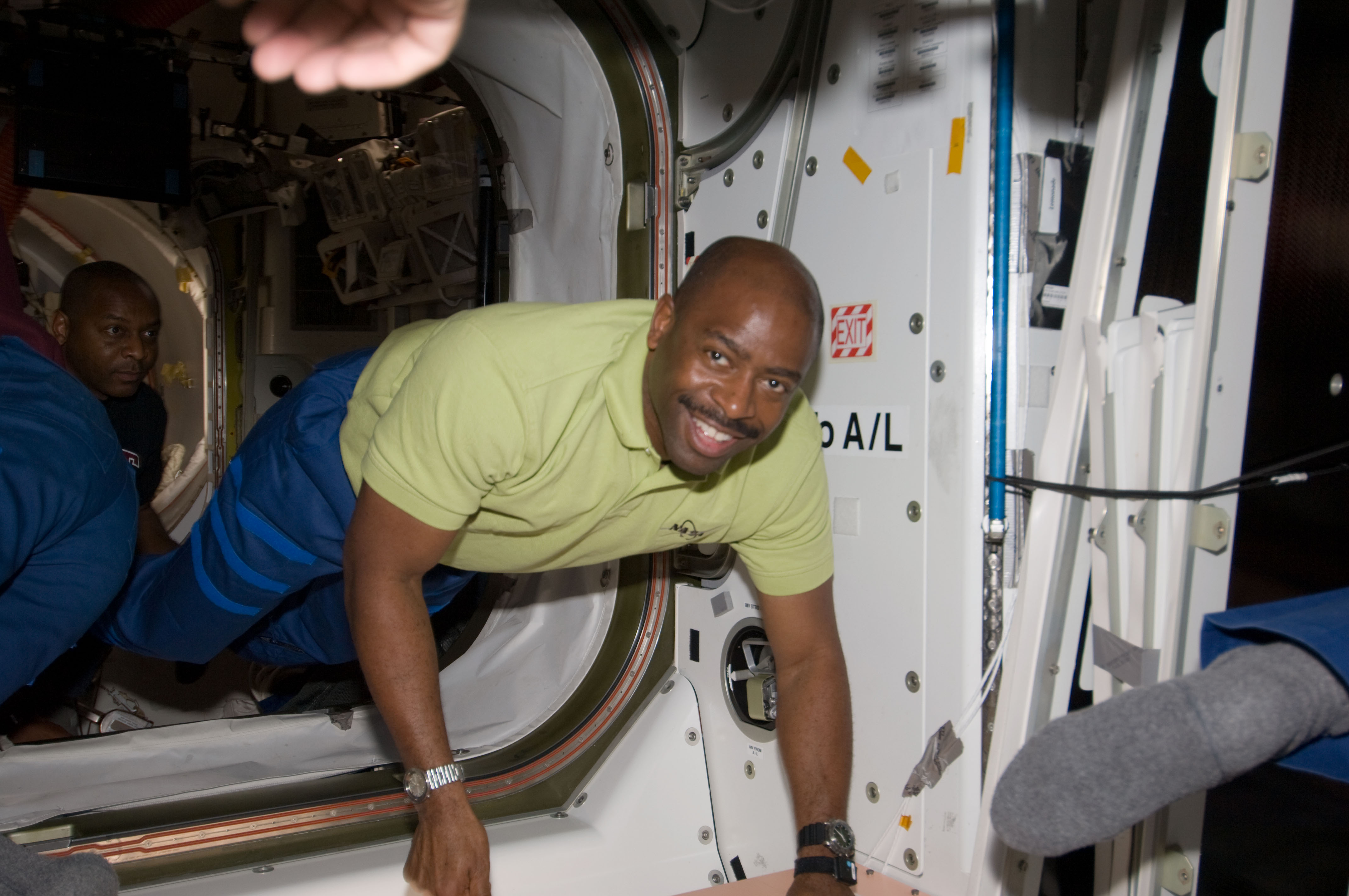
Leland entra nella stazione spaziale poco dopo l'apertura dello sportello tra stazione e Shuttle
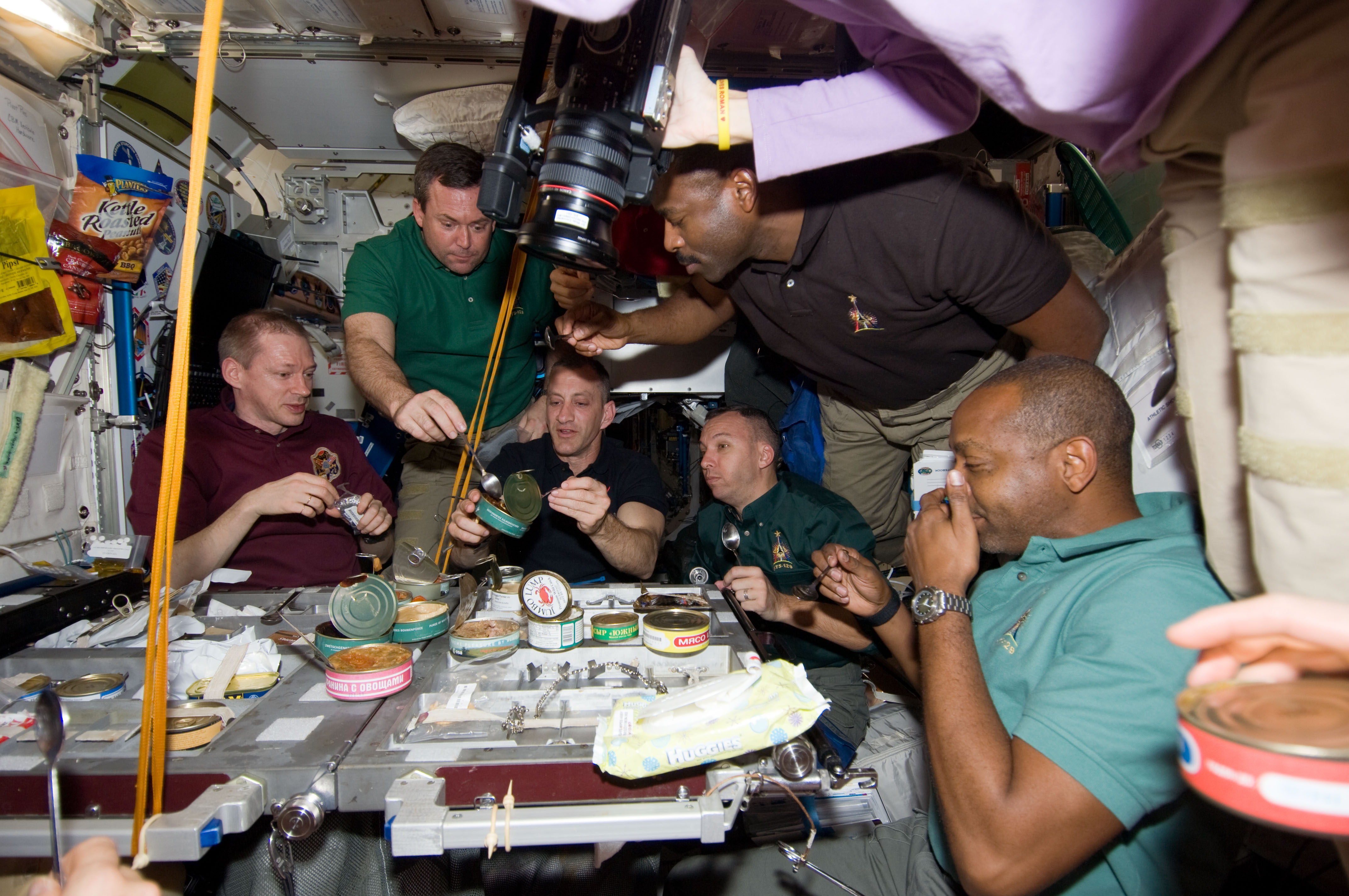
Gli equipaggi cenano assieme nel modulo Unity

### Lunedì 23 novembre (8º giorno)
L'attività principale della giornata è stata la terza e ultima passeggiata spaziale della missione, condotta dagli astronauti Satcher e Bresnik. Satcher ha indossato una tuta spaziale completamente bianca, mentre Bresnik ha indossato una tuta spaziale con strisce rosse. Lo specialista di missione Foreman ha coordinato le attività e le comunicazioni con il controllo missione, mentre gli astronauti Melvin e Wilmore hanno operato il braccio robotico della stazione.
Gli altri membri dell'equipaggio sono stati impegnati in attività di supporto alla attività extraveicolare e hanno completato i trasferimenti di materiali tra lo shuttle e la stazione spaziale. Il comandante della stazione De Winne e lo specialista di missione Melvin hanno disattivato e stivato sull'Atlantis l'Urine Processor Assembly/Distillation Assembly che era malfunzionante.

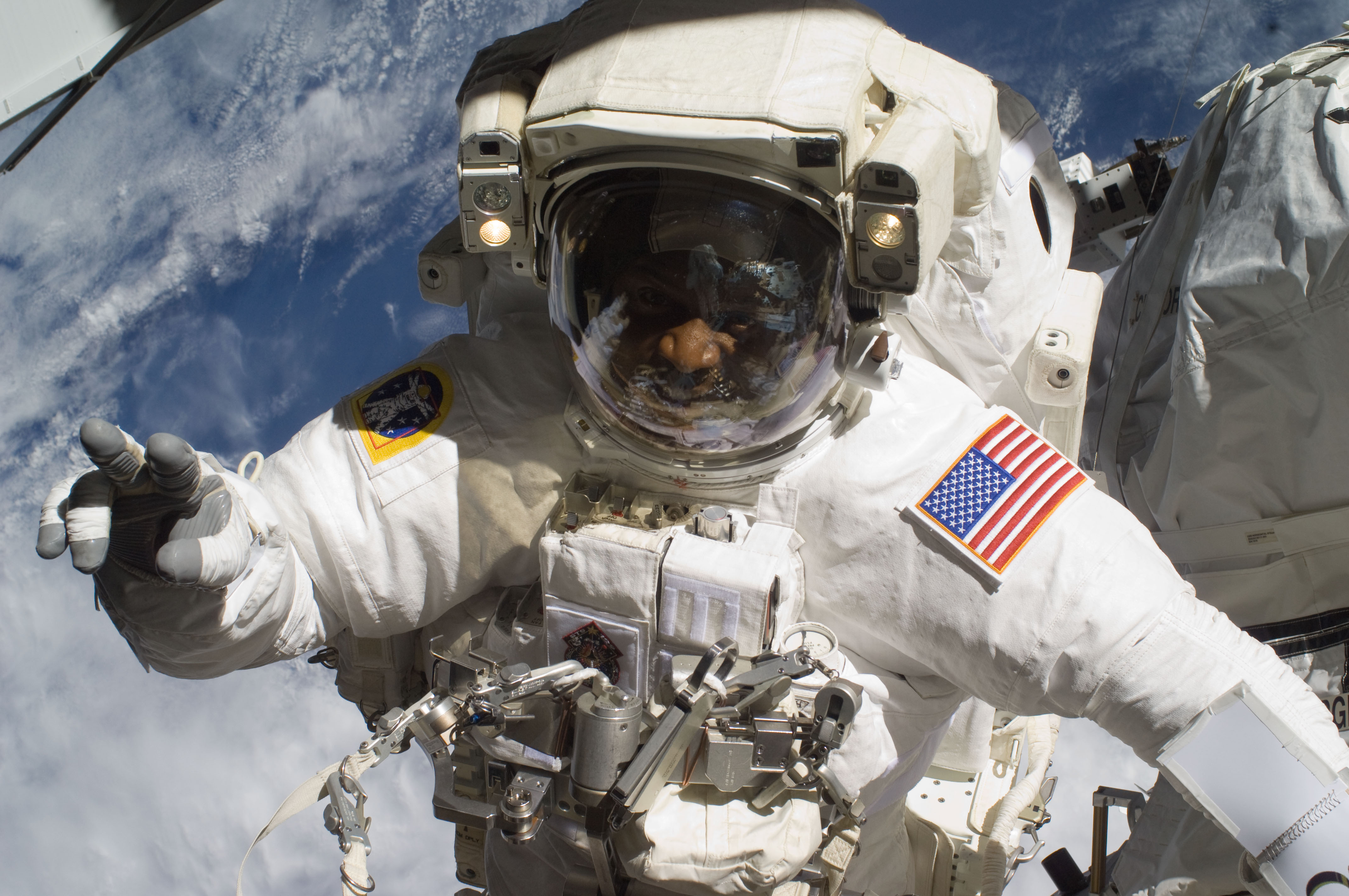
Robert Satcher durante la terza passeggiata spaziale
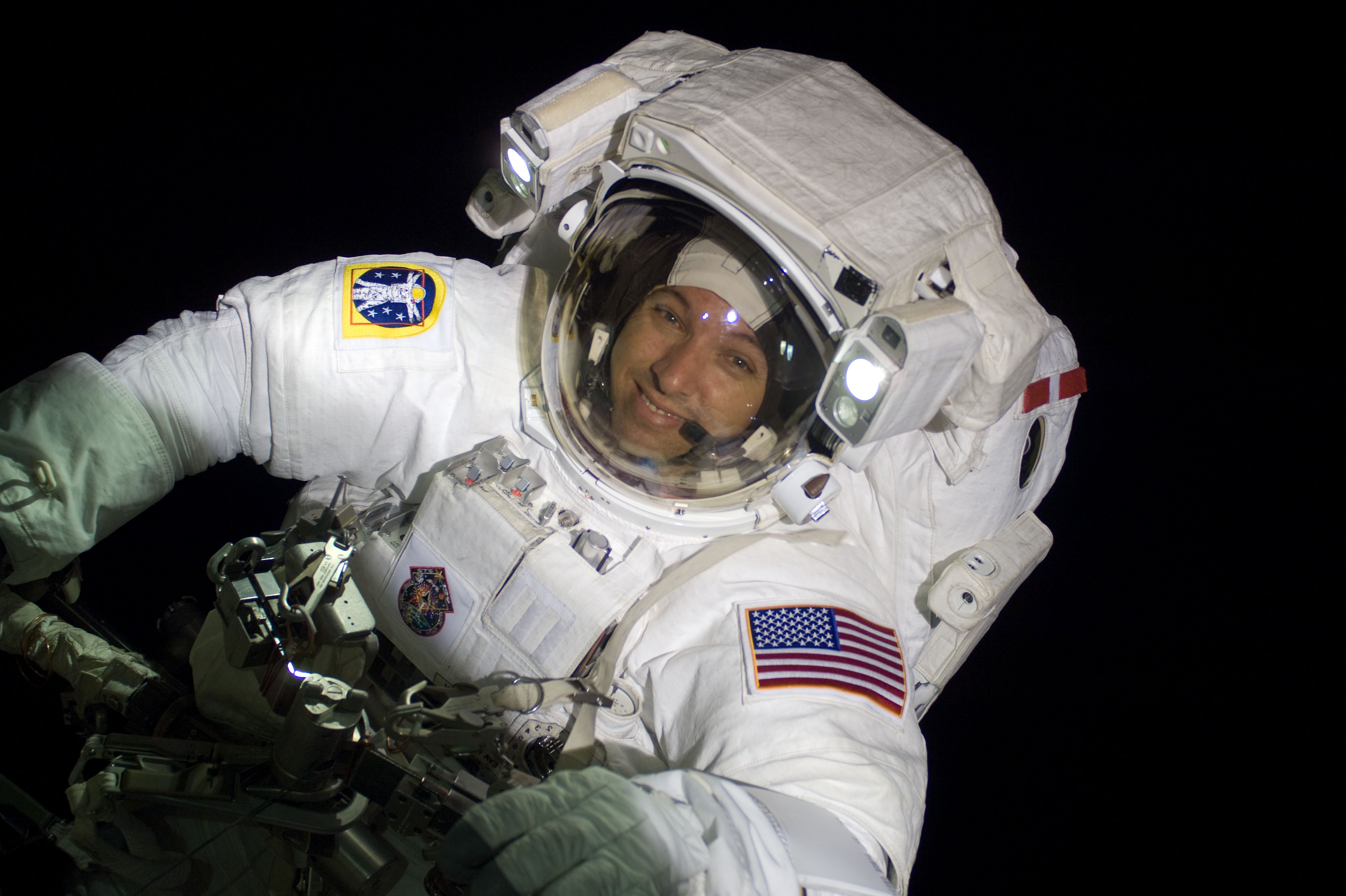
Randolph Bresnik durante la terza passeggiata spaziale
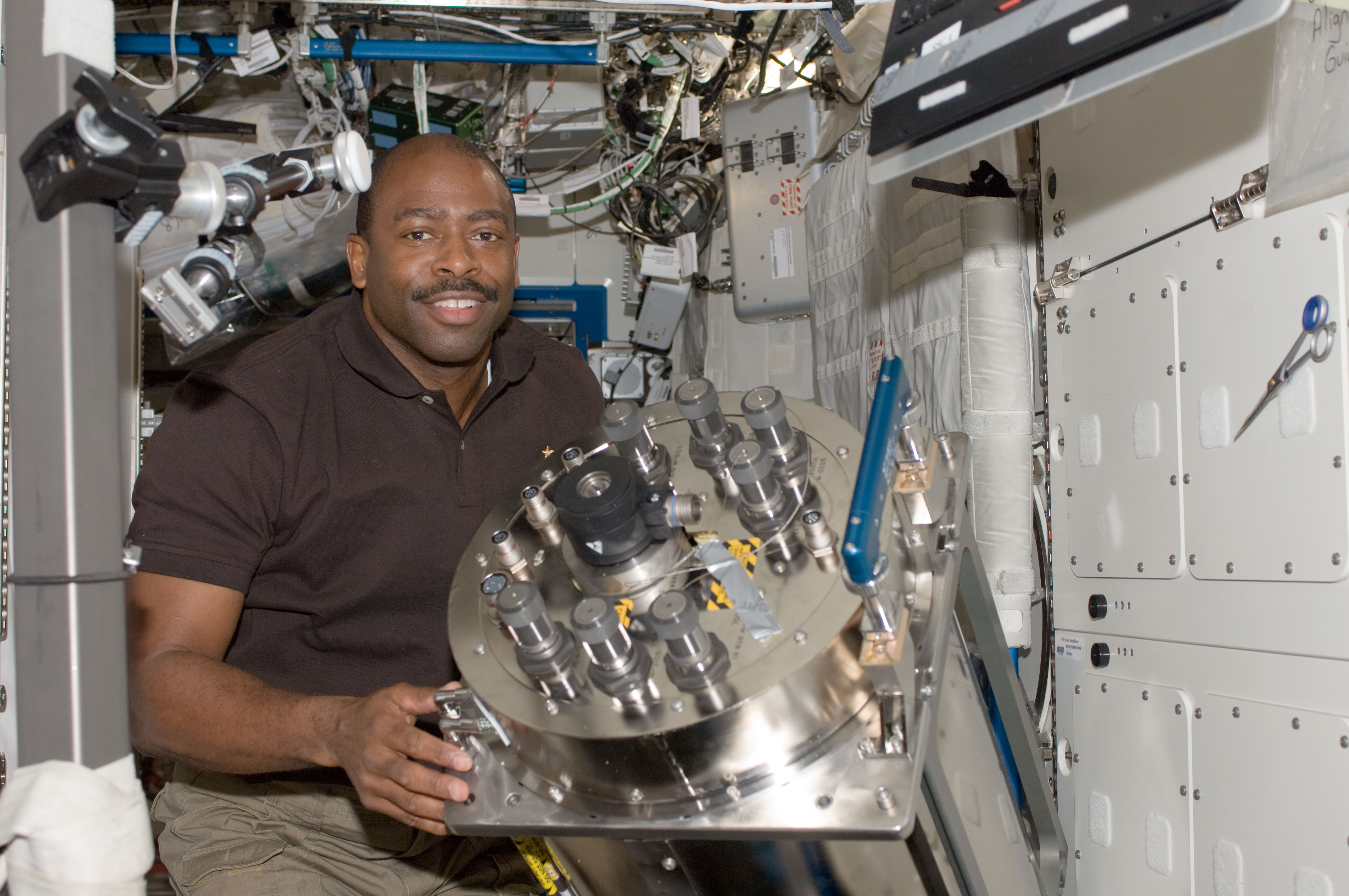
Leland Melvin trasporta l'Urine Processor Assembly/Distillation Assembly malfunzionante
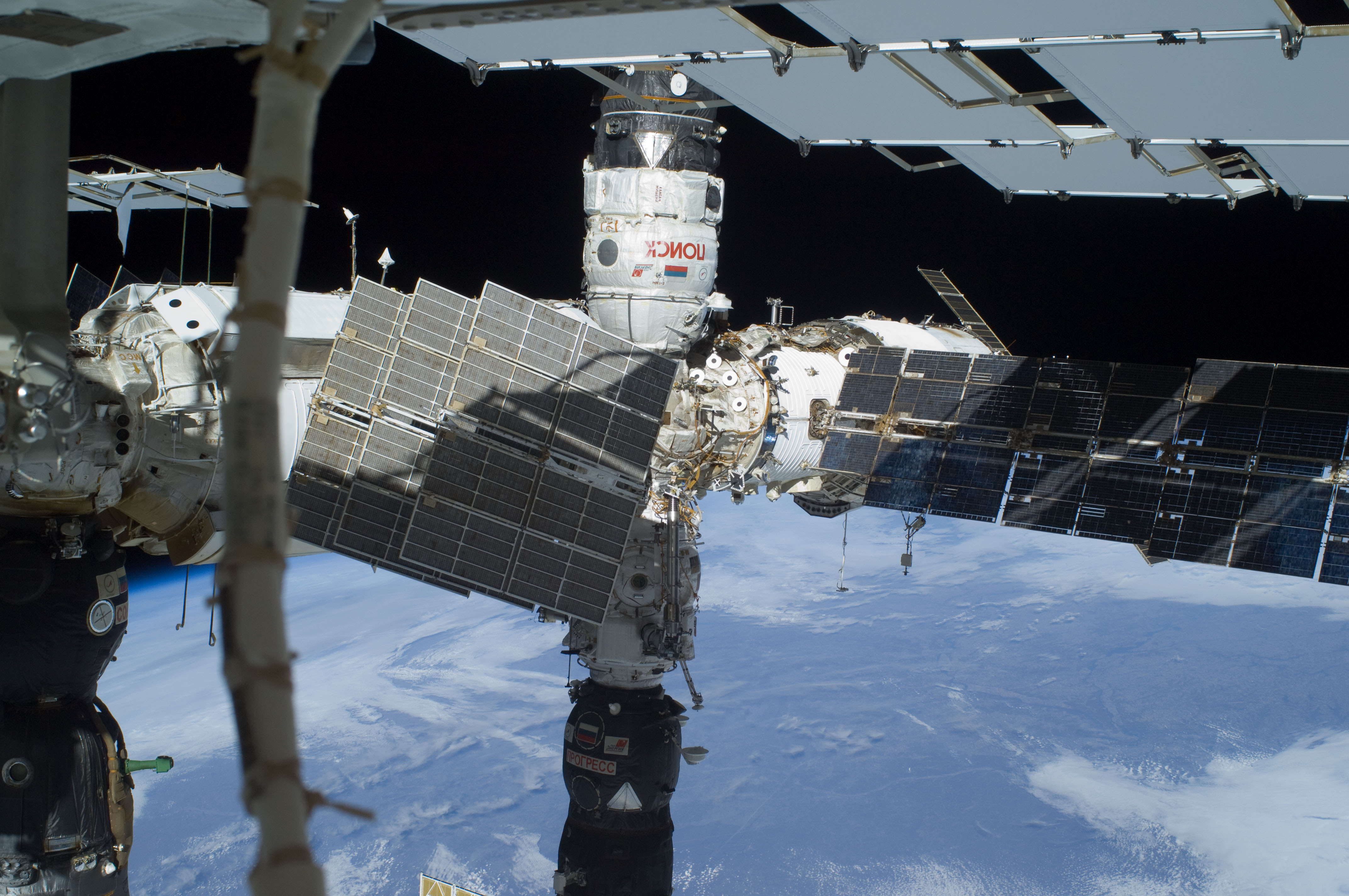
Il segmento russo della stazione spaziale fotografato dagli astronauti mentre conducono la terza passeggiata spaziale

### Martedì 24 novembre (9º giorno)

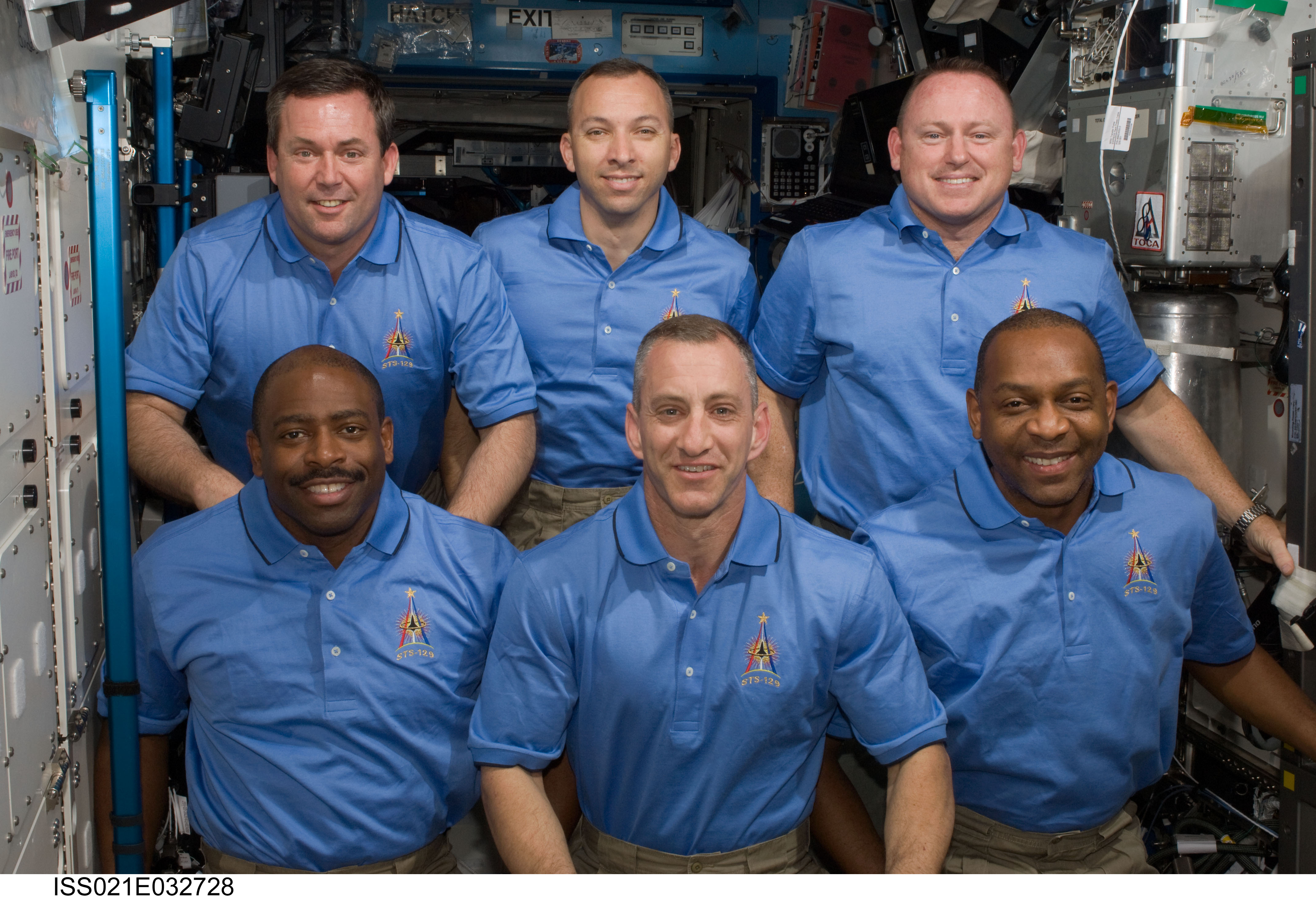
L'equipaggio della missione STS-129

All'inizio del nono giorno di missione, sono stati impiegati i propulsori di manovra dell'Atlantis per portare la stazione spaziale in un'orbita leggermente più elevata. La manovra ha aumentato la velocità della stazione di 2,5 ft/s (2,7 km/h) e l'orbita è stata incrementata di 1,5 km.
Nel resto della giornata si sono conclusi i trasferimenti di materiali tra lo shuttle e la stazione, tra cui 1 400 libbre (640 kg) di acqua trasferiti sulla stazione. Durante cinque giorni di attività congiunte dei due equipaggi sono stati trasferiti sullo shuttle 2 100 libbre (950 kg) di esperimenti e materiali da riportare sulla Terra.
Attorno alle 12:00, all'interno della stazione spaziale è scattato un falso allarme di incendio. Il controllo missione di Huston ha concluso che l'allarme è stato innescato nel laboratorio Kibo a causa di particelle di polvere sollevate dalle operazioni di trasferimento di materiali. I due allarmi precedenti erano scattati invece nel nuovo modulo russo Poisk.
I due equipaggi hanno partecipato a interviste e conferenze stampa con vari giornalisti.
Il comandante Frank De Winne, il primo comandante della stazione spaziale dell'Agenzia Spaziale Europea, ha trasferito il comando all'astronauta Jeffrey Williams. Successivamente i membri dell'equipaggio dell'Atlantis hanno trascorso due ore di riposo.
Alle 17:43 UTC si è tenuta la traduzionale cerimonia di commiato all'interno del modulo Harmony, e alle 18:12 UTC si sono chiusi i portelli tra lo shuttle e la stazione spaziale. L'equipaggio dell'Atlantis ha quindi iniziato i preparativi per il distacco dalla stazione.

### Mercoledì 25 novembre (10º giorno)
Lo Shuttle Atlantis si è sganciato dalla stazione alle 09:53 UTC, e l'astronauta Wilmore ha portato lo shuttle a 450 piedi (140 m) dalla stazione e compiuto un giro attorno alla stazione. Successivamente sono stati attivati i propulsori di manovra dell'Atlantis per allontanarsi dalla stazione.
Nel resto della giornata è stato effettuato la consueta ispezione dello scudo termico dello shuttle, in particolar modo il bordo anteriore delle ali e la prua. Le operazioni si sono concluse dopo cinque ore.

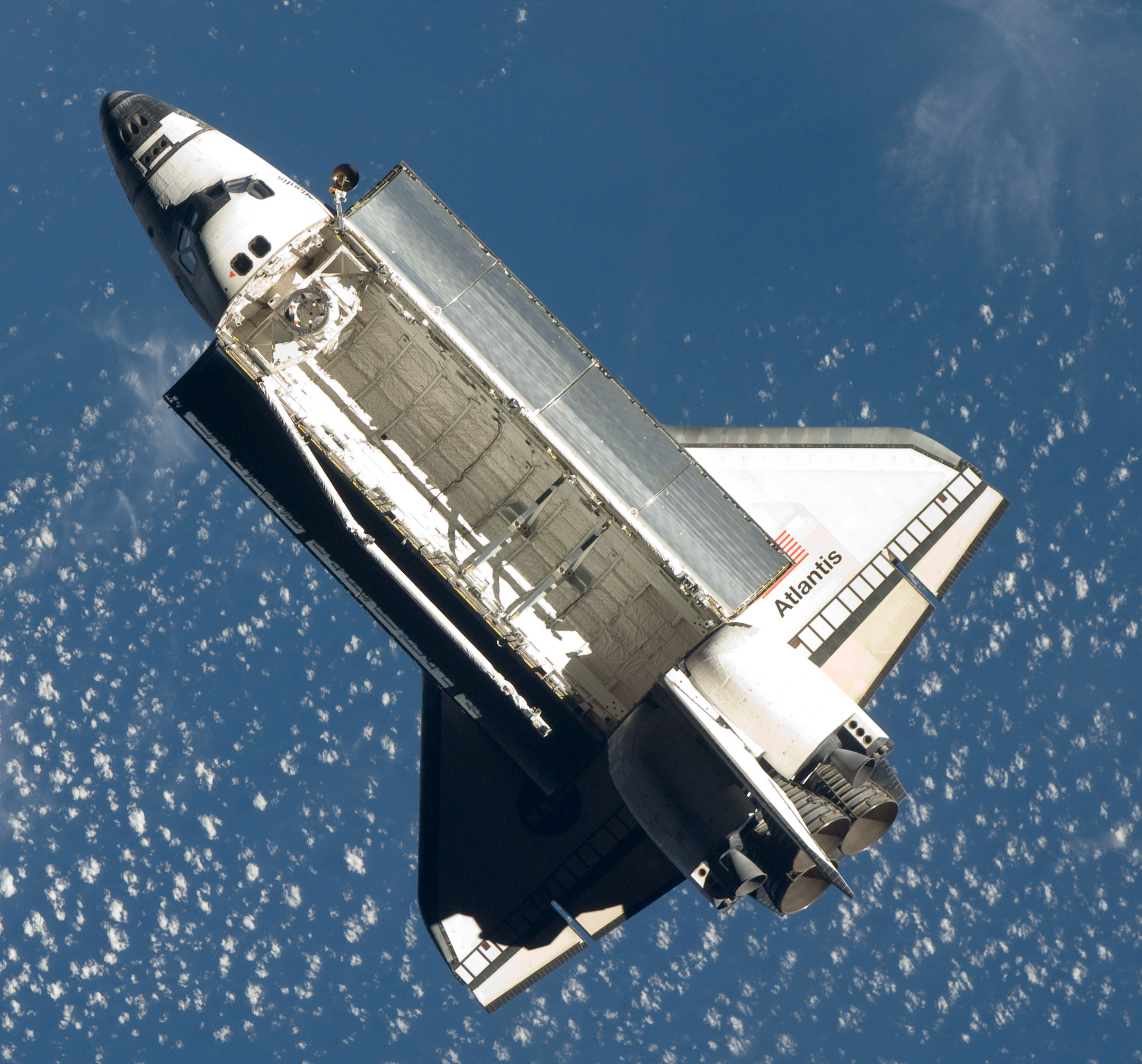
L'Atlantis ripreso dopo lo sgancio dalla stazione
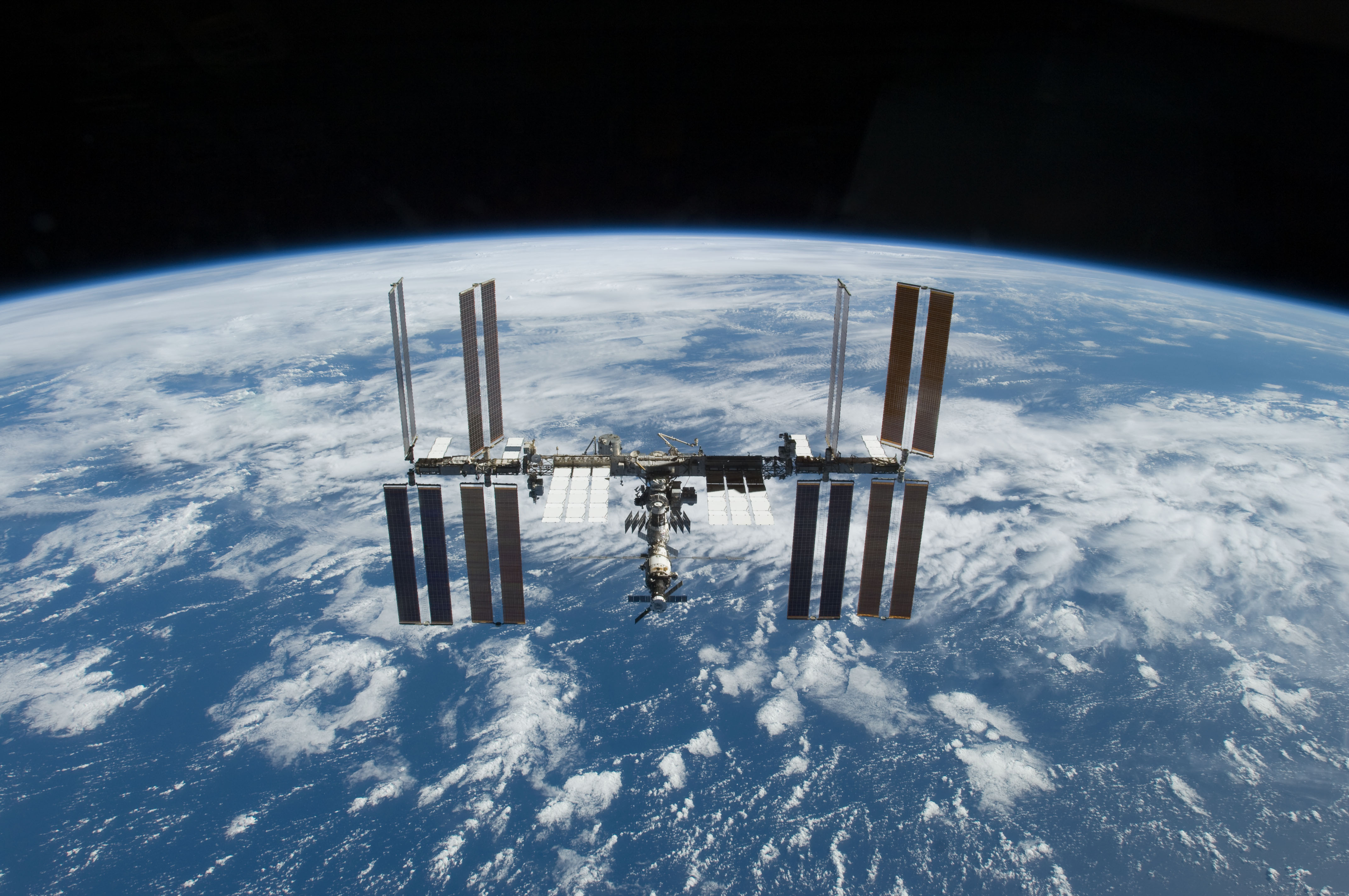
La stazione spaziale ripresa dallo shuttle Atlantis dopo lo sgancio
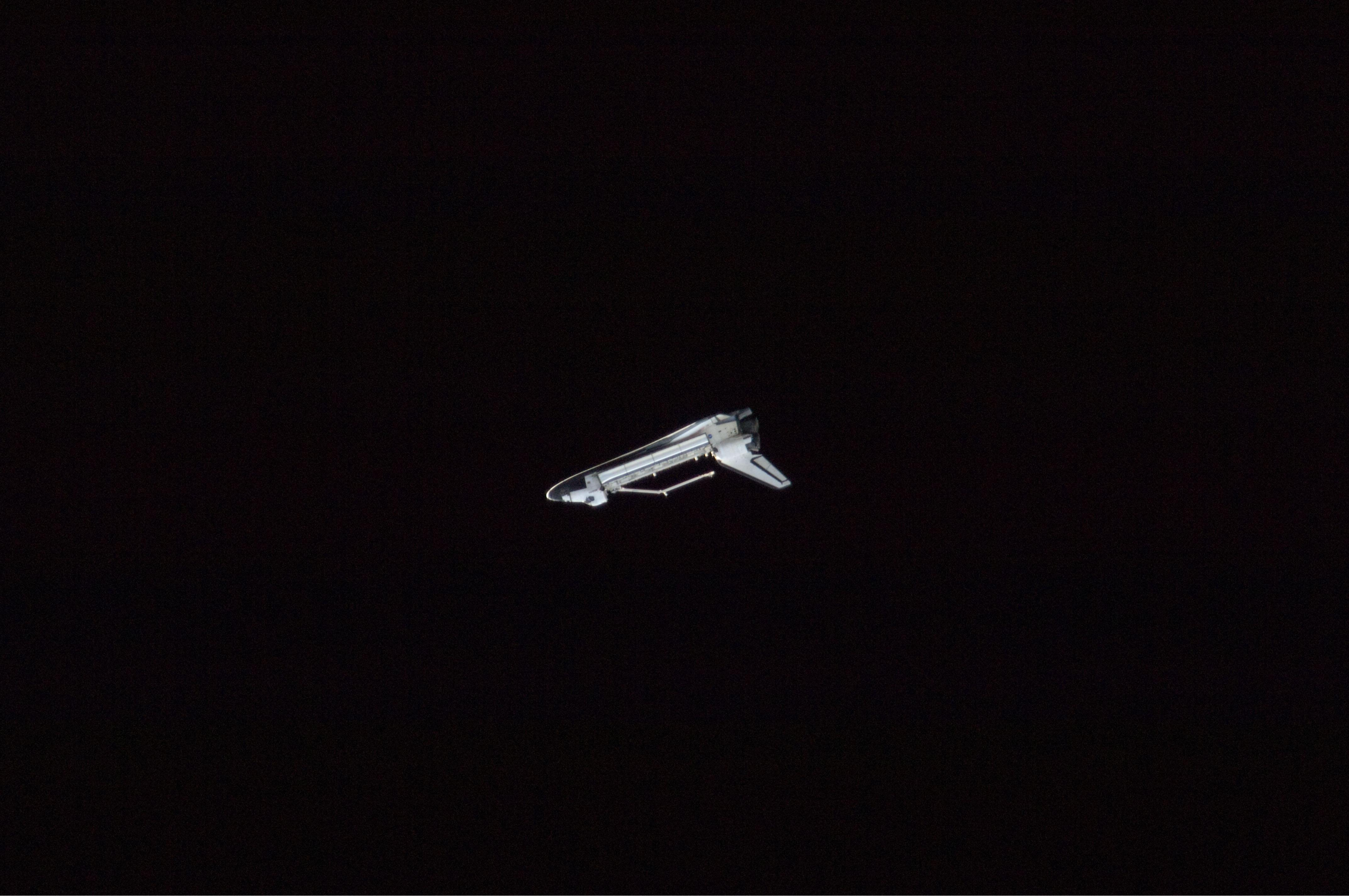
L'Atlantis ripreso dopo la manovra di allontanamento dalla stazione

### Giovedì 26 novembre (11º giorno)
L'equipaggio ha trascorso l'ultima giornata nello spazio effettuando i preparativi per il rientro sulla Terra. Sono stati testati i sistemi di rientro dello Shuttle, il Comandante Hobaugh e il pilota Wilmore hanno controllato il Flight Control System dell'Atlantis. Successivamente, alle 10:58 UTC, sono stati accesi i propulsori di manovra per iniziare il rientro atmosferico. L'equipaggio si è riunito per un briefing sulle operazioni di uscita dall'orbita poco dopo le 11:00 UTC.
Nella prima parte della giornata gli astronauti hanno condotto degli esperimenti chiamati Shuttle Exhaust Ion Turbulence Experiments (SEITE) e Shuttle Ionospheric Modification with Pulsed Localized Exhaust Experiments (SIMPLEX).

### Venerdì 27 novembre (12º giorno, atterraggio)

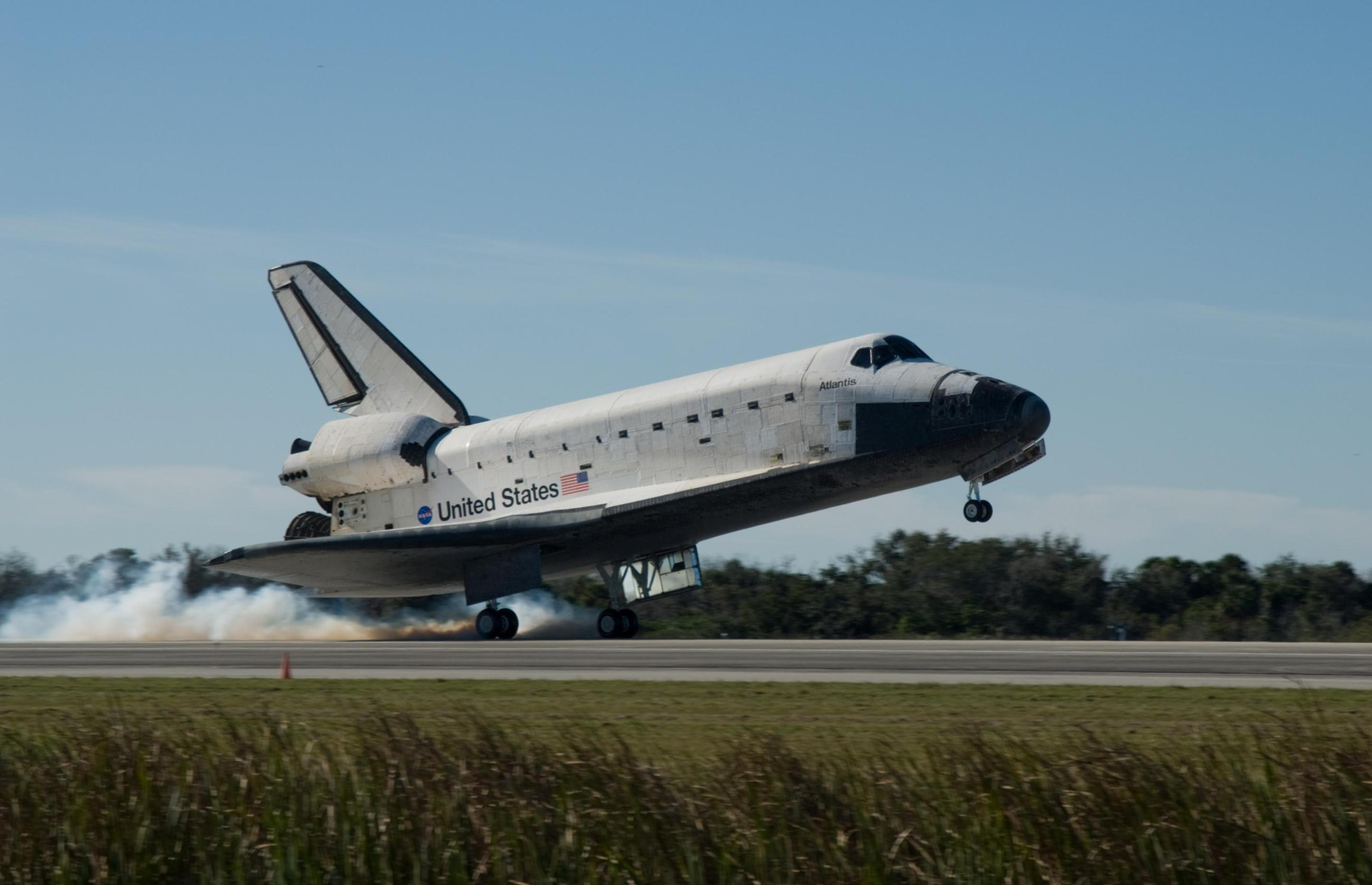
L'Atlantis atterra dopo aver trascorso 11 giorni nello spazio, completando la missione STS-129

Alle 10:52 UTC, il direttore di volo ha dato il via libera per la chiusura dei portelloni della stivo di carico. Il controllo missione ha avvertito l'equipaggio di iniziare l'assunzione di fluidi, per aiutare il corpo umano a riaddattarsi alla gravità terrestre. Alle 12:37 UTC l'equipaggio si è assicurato ai sedili e alle 13:37 UTC si sono attivati i propulsori OMS per decelerare la navetta di 211 miglia (340 km) all'ora. L'Atlantis ha incontrato le prime tracce dell'atmosfera terrestra alle 14:12 UTC, ad una altezza di 399 000 piedi (122 000 m) di altezza. Alle 14:26 UTC, a diciotto minuti dall'atterraggio, l’Atlantis stava viaggiando a Mach 22 e nove minuti più tardi la navetta aveva rallentato Mach 6.
La navetta ha toccato terra alle 14:44:23 UTC sulla pista 33 del Kennedy Space Center.
Dopo aver completato le operazioni di disattivazione della navetta, che hanno impegnato l'equipaggio per circa un'ora, gli astronauti sono usciti dall'Atlantis, che alle 19:00 UTC è stato trasportato dalla pista alla Orbiter Processing Facility 1.

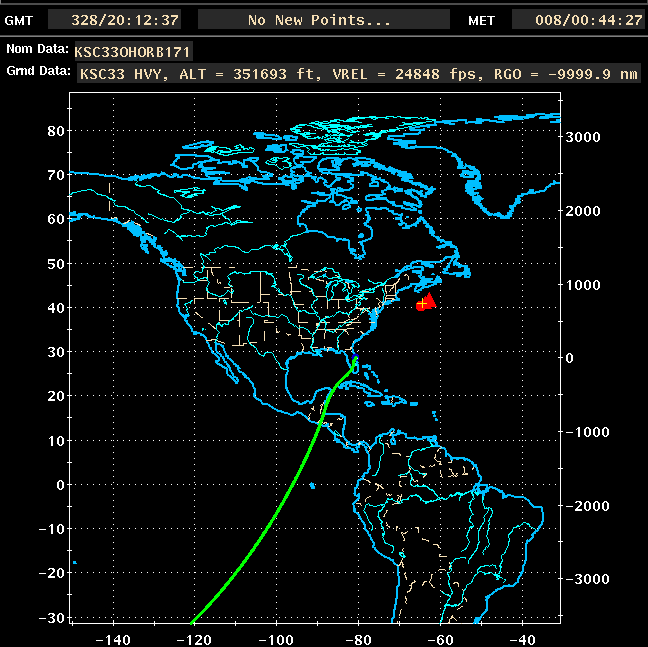
Rotta di rientro dello Shuttle
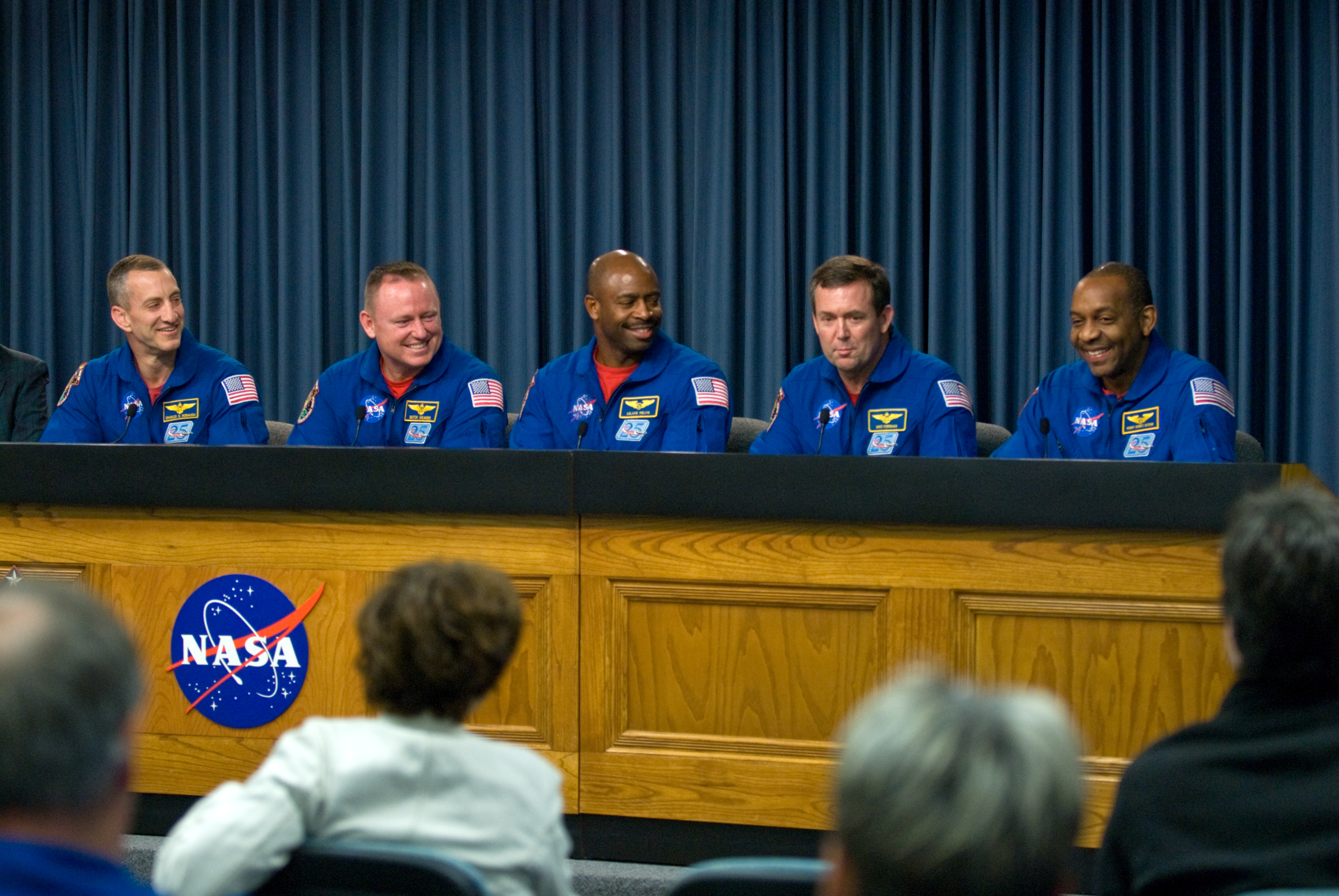
Conferenza dell'equipaggio
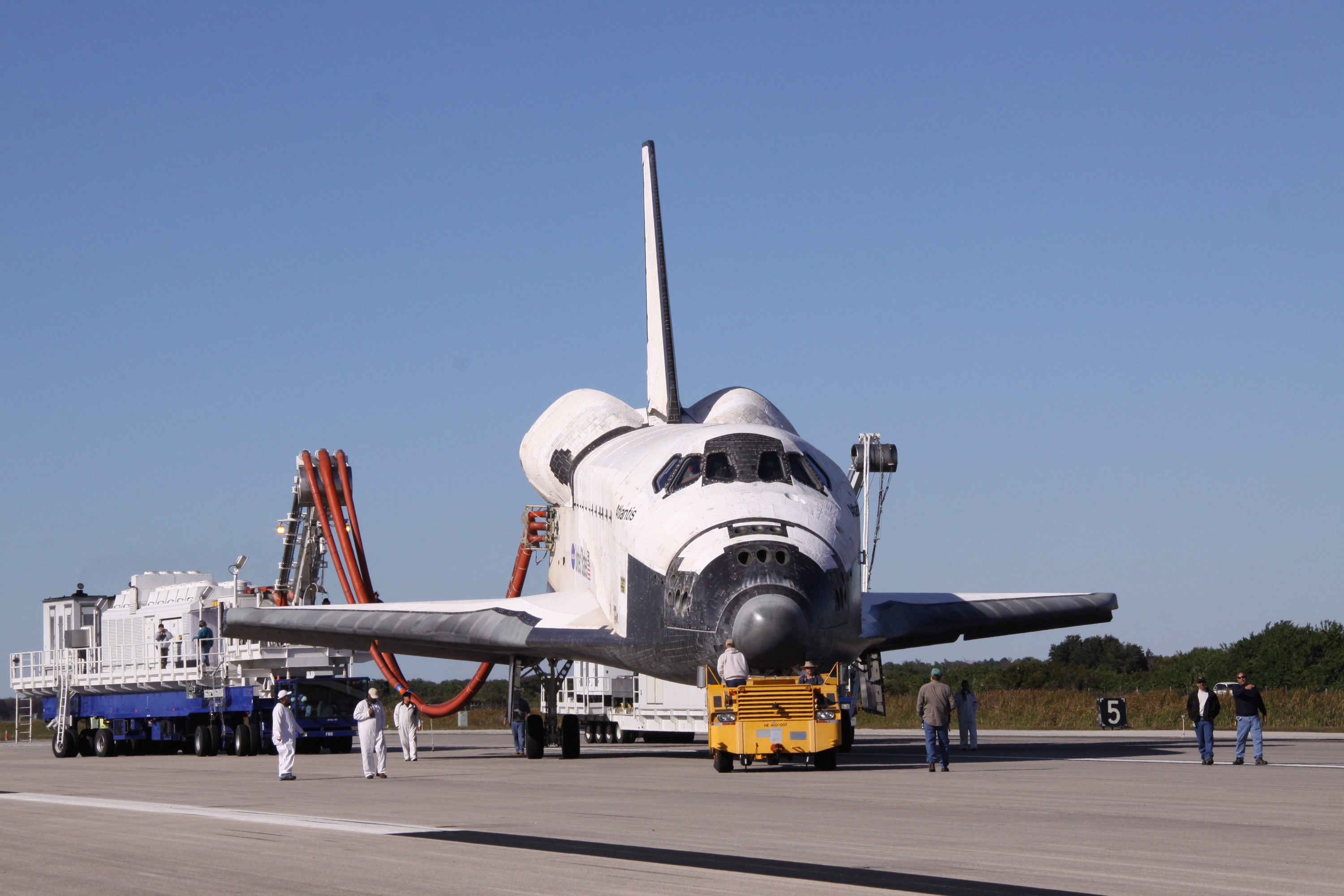
Trasporto dell'Atlantis verso la Orbiter Processing Facility-1

### Attività extraveicolari
|      | Astronauta                       | Inizio                     | Fine      | Durata           | Missione |
| ---- | -------------------------------- | -------------------------- | --------- | ---------------- | --- |
| EVA1 | Michael Foreman Robert Satcher   | 19 novembre 2009 14:24 UTC | 21:01 UTC | 6 ore, 37 minuti | Installazione di una antenna di riserva e un supporto per le linee che trasportano ammoniaca sul modulo Unity. Lubrificazione del meccanismo di aggancio del Payload Orbital Replacement Unit Attachment Device sul Mobile Base System e lubrificazione dell'estremità del braccio robotico del modulo Kibo. Installazione del Payload Attachment System nel segmento S3. |
| EVA2 | Michael Foreman Randolph Bresnik | 21 novembre 2009 14:31 UTC | 20:39 UTC | 6 ore, 8 minuti  | Installazione del supporto Grappling Adaptor to On-Orbit Railing (GATOR) nel modulo Columbus e installazione di una antenna radio aggiuntiva. Installazione di una antenna per le telecamera degli elmetti. Spostamento dello strumento Floating Potential Measurement Unit per la misurazione del potenziale elettrico attorno alla stazione spaziale mentre orbita attorno alla Terra. |
| EVA3 | Robert Satcher Randolph Bresnik  | 23 novembre 2009 13:24 UTC | 19:06 UTC | 5 ore, 42 minuti | Satcher ha installato un serbatoio High Pressure Gas Tank (HPGT) di ossigeno nel Joint Airlock. Bresnik ha installato i moduli MISSE-7A e MISSE-7B del Materials on International Space Station Experiment. Gli astronauti hanno rimosso una coppia di protezioni Micrometeorid and Orbital Debris (MMOD) situati all'esterno dell'airlock e sono stati riposti nell'External Stowage Platform 2. Installazione di coperture isolanti sulle camere del Mobile Servicing System e sull'estremita del braccio robotico della stazione spaziale. Preparazioni per l'installazione futura del modulo Tranquility sul lato di babordo del modulo Unity. |

## Risveglio
Come tradizione per tutti i voli NASA a partire dal Programma Gemini, per ogni giorno di missione, l'equipaggio della STS-129 ha ascoltato un particolare brano musicale scelto da un astronauta, che per lui ha un particolare significato.
- Giorno 2: I Can Only Imagine dei MercyMe, per Barry E. Wilmore. WAV MP3
- Giorno 3: Higher Ground di Stevie Wonder per Robert Satcher. WAV MP3
- Giorno 4: In Wonder dei Newsboys per Randolph Bresnik. WAV MP3
- Giorno 5: We Are Family di Sister Sledge per Leland Melvin. WAV MP3
- Giorno 6: Voyage to Atlantis dei The Isley Brothers per Robert Satcher. WAV MP3
- Giorno 7: Butterfly Kisses di Bob Carlisle per Randolph Bresnik. WAV MP3
- Giorno 8: Space Rise di Larry Whitehair per Michael Foreman. WAV MP3
- Giorno 9: Inno dei Marines per Charles Hobaugh. WAV MP3
- Giorno 10: Amazing Grace suonata da Eric Rigler per Barry E. Wilmore. WAV MP3
- Giorno 11: Fly Me to the Moon di Frank Sinatra per Nicole Stott. WAV MP3
- Giorno 12: Home Sweet Home dei Mötley Crüe per tutto l'equipaggio. WAV MP3

## Missione di riserva

### STS-330
STS-330 è la sigla assegnata agli Equipaggi di Supporto (Contingency Shuttle Crew Support) pronti al lancio in caso di guasti alla missione STS-129. La missione STS-330 sarebbe stata una versione modificata della missione STS-130 dello Space Shuttle Endeavour, con un equipaggio di quattro astronauti.